# Rolls-Royce Motor Cars

Emblem von Rolls-Royce Motor Cars

Rolls-Royce Motor Cars Ltd. ist ein englischer Automobilhersteller in der Tradition des Unternehmens Rolls-Royce, dessen Wurzeln im Bau von Elektroanlagen, Kränen und den luxuriösen Rolls-Royce-Automobilen liegen. Der Automobilbau ist seit dem Jahr 2000 eine Tochtergesellschaft des BMW-Konzerns.

## Unternehmensgeschichte

### Unternehmensgründung

#### F.H. Royce & Co. und C.S. Rolls & Co.

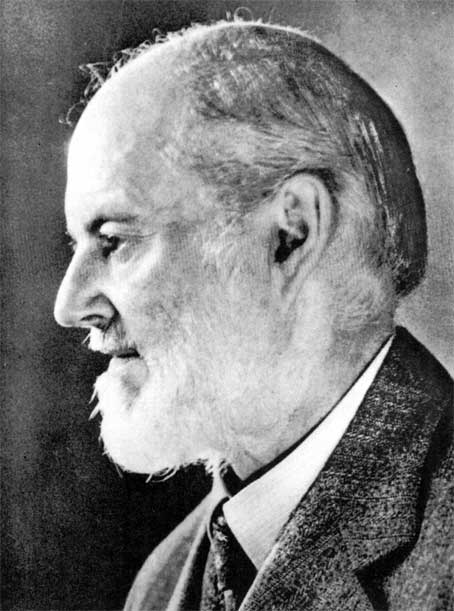
Henry Royce

1884 gründete der Ingenieur Frederick Henry Royce gemeinsam mit Ernest A. Claremont das Unternehmen F.H. Royce and Co. zum Bau und zum Vertrieb von Elektroanlagen. 1894 wurde diese Firma in Royce Ltd. umgewandelt.
1902 ersetzte Henry Royce sein erstes Motorfahrzeug, ein Quadricycle, durch einen gebrauchten französischen Zweizylinder vom Typ Decauville 10hp. Das Auto wurde per Bahn geliefert. Royce persönlich holte das Fahrzeug ab. Es gelang ihm jedoch nicht, den Decauville zu starten. Er war mit der Qualität des Fahrzeuges so unzufrieden, dass er sich vom Verwaltungsrat seines Unternehmens die Erlaubnis holte, drei Autos nach eigenem Design zu bauen.
Am 1. April 1904 fuhr Henry Royce ohne Probleme mit dem ersten fertigen Prototyp, einem Royce 10 hp, als Testfahrt vom Firmengelände in Manchester zu seinem etwa 25 km entfernten Wohnhaus in Knutsford und zurück.
Entgegen der Legende, Royce wollte schon mit seinem ersten Auto ein besonders leises Fahrzeug schaffen, erinnerte sich F.D. Nawell, ein Firmennachbar des Royce-Werks in der Cooke Street, später an die Testfahrten des ersten Royce-Autos: „Everybody knew when it was coming.“ (dt.: „Jeder wusste, wenn es [das Auto] näherkam.“)
Einen der drei Prototypen behielt Royce selbst, den zweiten fuhr Claremont und der dritte wurde an einen Großaktionär von Royce, Mr. Henry Edmunds übergeben. Edmunds besprach die positiven Erfahrungen mit dem Royce 10 hp mit seinem Freund Claude Johnson, der der Geschäftspartner von Charles Rolls war. Johnson gelang es, Rolls für Royce zu interessieren, und über Edmunds wurde ein Treffen vereinbart.
Rolls hatte im Januar 1903 mit C.S. Rolls & Co. in Fulham einen der ersten Autohändler in Großbritannien gegründet. Sein Vater borgte ihm das Startkapital von £ 6.600. 1904, als sich Rolls und Royce kennenlernten, importierte und verkaufte Rolls Luxusautos der Typen Minerva (Belgien) und Panhard (Frankreich). Er war seit der Unternehmensgründung auf der Suche nach einer britischen Automarke, die er in sein Programm aufnehmen wollte, jedoch genügten die Fahrzeuge der damaligen Zeit seinen hohen Qualitätsansprüchen nicht.
Am 4. Mai 1904 trafen sich Royce und Rolls im Midland Hotel in Manchester erstmals. Bei diesem Treffen machte Rolls auch eine Probefahrt mit dem brandneuen Royce 10 hp und war von der Qualität des Fahrzeugs überzeugt. Ohne feste Verträge begann Royce mit der Serienproduktion des Royce 10 hp, der nun mit wenigen Modifizierungen als Rolls-Royce 10 hp vermarktet wurde: Der Kühler erhielt die typische „Tempel-Form“ und die Namensplakette wurde geändert. 1904/1905 wurden 17 Fahrzeuge dieses Modells gebaut. Auch der 20 hp wurde in dieser vertragslosen Zeit entwickelt und als Rolls-Royce in Serie gebaut und verkauft (1904–1906: 37 Stück).
Erst am 23. Dezember 1904 wurde vertraglich fixiert, was schon monatelang „per Handschlag“ praktiziert wurde: C.S. Rolls & Co. bekam die Alleinverkaufsrechte für alle Fahrzeuge, die Royce Ltd. baute. Verkauft werden sollten die Fahrzeuge unter dem Namen Rolls-Royce. Die Vertragsverhandlungen auf Seiten von Rolls, und auch in der Folgezeit die Koordination zwischen Verkauf und Produktion der Rolls-Royce-Fahrzeuge, oblag dem Geschäftspartner von Rolls, Claude Johnson.
Auf dem Pariser Autosalon im Dezember 1904 präsentierte Rolls-Royce erstmals seine Modellpalette im Rahmen einer Messe.

#### Zusammenschluss zur Rolls-Royce Ltd.

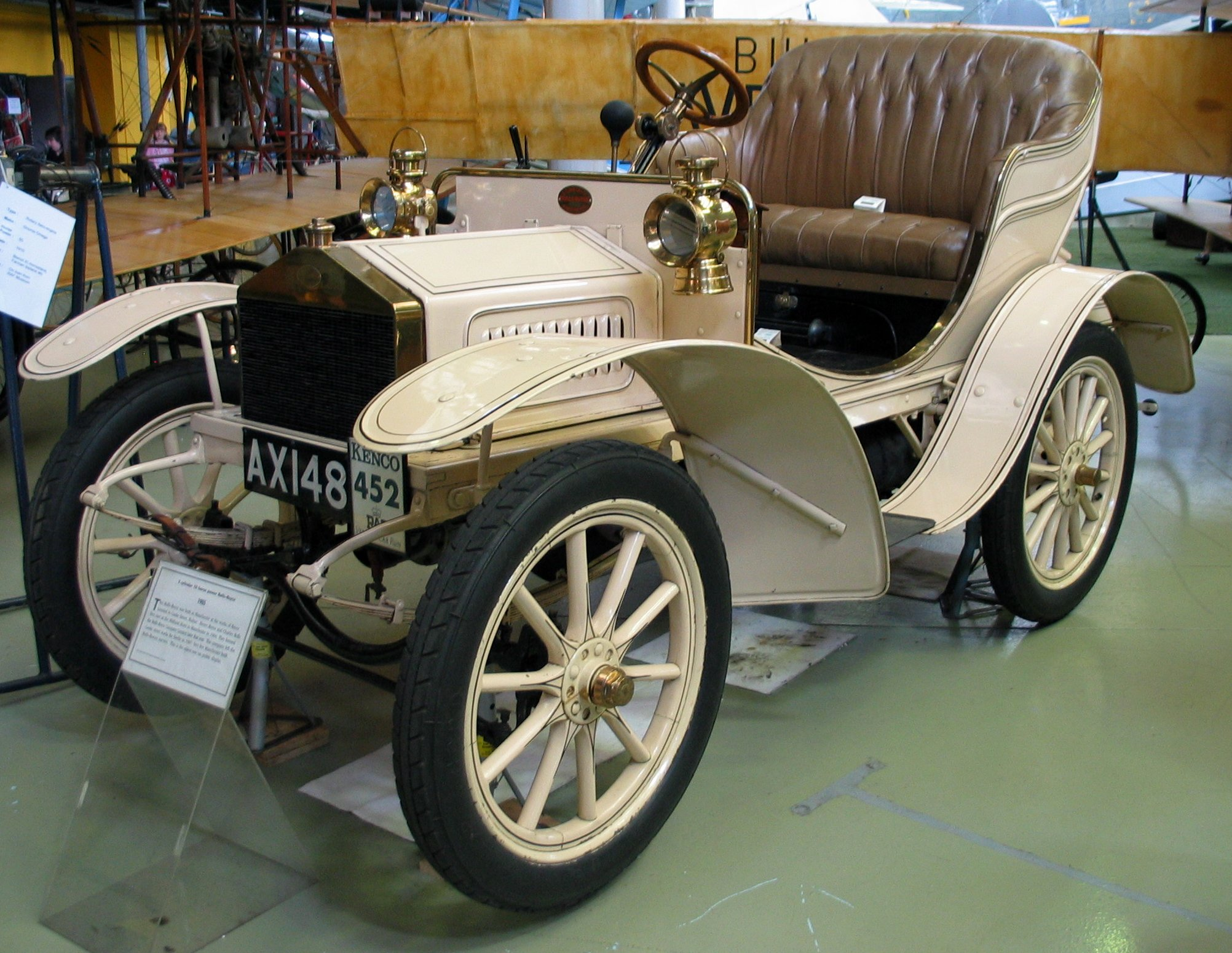
Rolls-Royce 10 hp (Modell 1905)

Am 15. März 1906 fusionierten C.S. Rolls & Co. und Royce Ltd. zur Firma Rolls-Royce Ltd. mit Sitz in Manchester. Im November 1906 wurde auf der Olympia Motor Show in London mit dem später als „Silver Ghost“ bezeichneten Rolls-Royce 40/50 hp das erste Modell dieser gemeinsamen Firma vorgestellt (1906–1928: 6173 Stück). Er kostete damals 305 Pfund. Das Fahrzeug verschaffte dem Unternehmen den Ruf, das beste Automobil der Welt zu bauen.
1907 wurden die Geschäftsbereiche bei Rolls-Royce Ltd. reorganisiert und neu aufgeteilt. Der Geschäftsbereich Auto wurde von den anderen Geschäftsbereichen (z. B. Elektroanlagen etc.) getrennt, indem die C.S. Rolls & Co. aus diesen anderen Geschäftsbereichen herausgekauft wurde.
Rolls war seit 1906 Technical Managing Director von Rolls-Royce, mit einem Jahresgehalt von £ 750 plus 4 % Prämie für alle Profite, die £ 10.000 überstiegen. Rolls steuerte zur Partnerschaft die finanzielle Ausstattung bei, während Royce die technische Expertise einbrachte. Ende 1909 – sein Interesse am Autogeschäft hatte sich abgekühlt – trat Rolls als Technical Managing Director zurück und wurde Direktor ohne Geschäftsbereich.
Am 10. Juni 1910 überquerte Charles Rolls mit seinem Flugzeug als erster Mensch in einem Nonstop-Hin-und-Rückflug den Ärmelkanal. Am 12. Juli 1910 starb er im Alter von 32 Jahren als erster Brite bei einem Flugunfall. Seinem Wright-Biplane war zwei Tage zuvor in Frankreich ein neues Heck angebaut worden, das nun im Flug abbrach. Rolls war zu diesem Zeitpunkt ein so bekannter und geehrter Mann, dass Lord Montagu of Beaulieu seine Rede im britischen Oberhaus unterbrach, um den Tod von Rolls bekannt zu geben. Sein Partner Henry Royce ist angeblich – auch als Konstrukteur von Flugmotoren – niemals selbst geflogen.
Seit 1911 trug der Silver Ghost als Kühlerfigur den legendären „Spirit of Ecstasy“, eine Frauengestalt mit einem im Wind wehenden Tuch.

### Zwischenkriegszeit

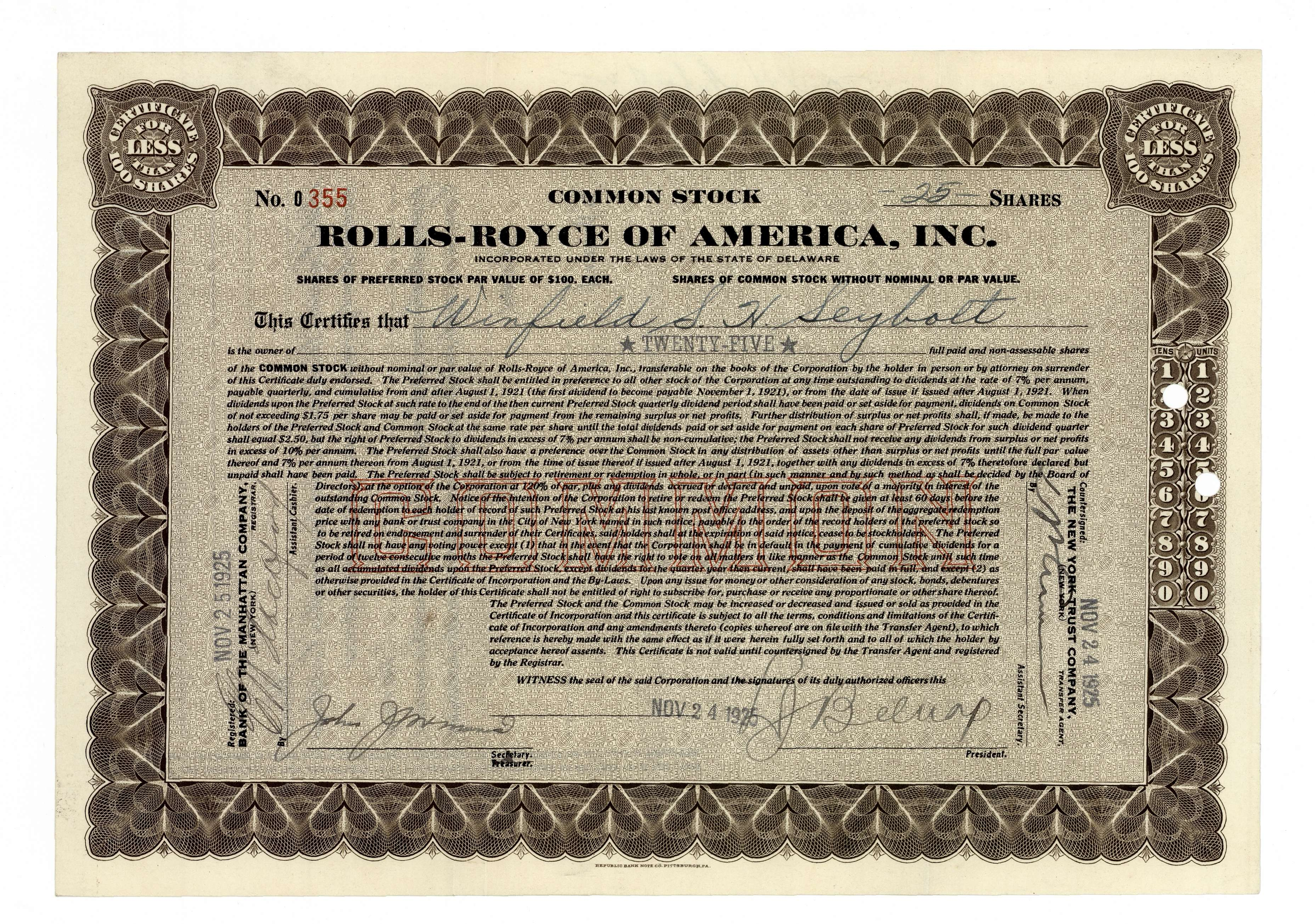
Aktie der Rolls-Royce of America, Inc. vom 24. November 1925

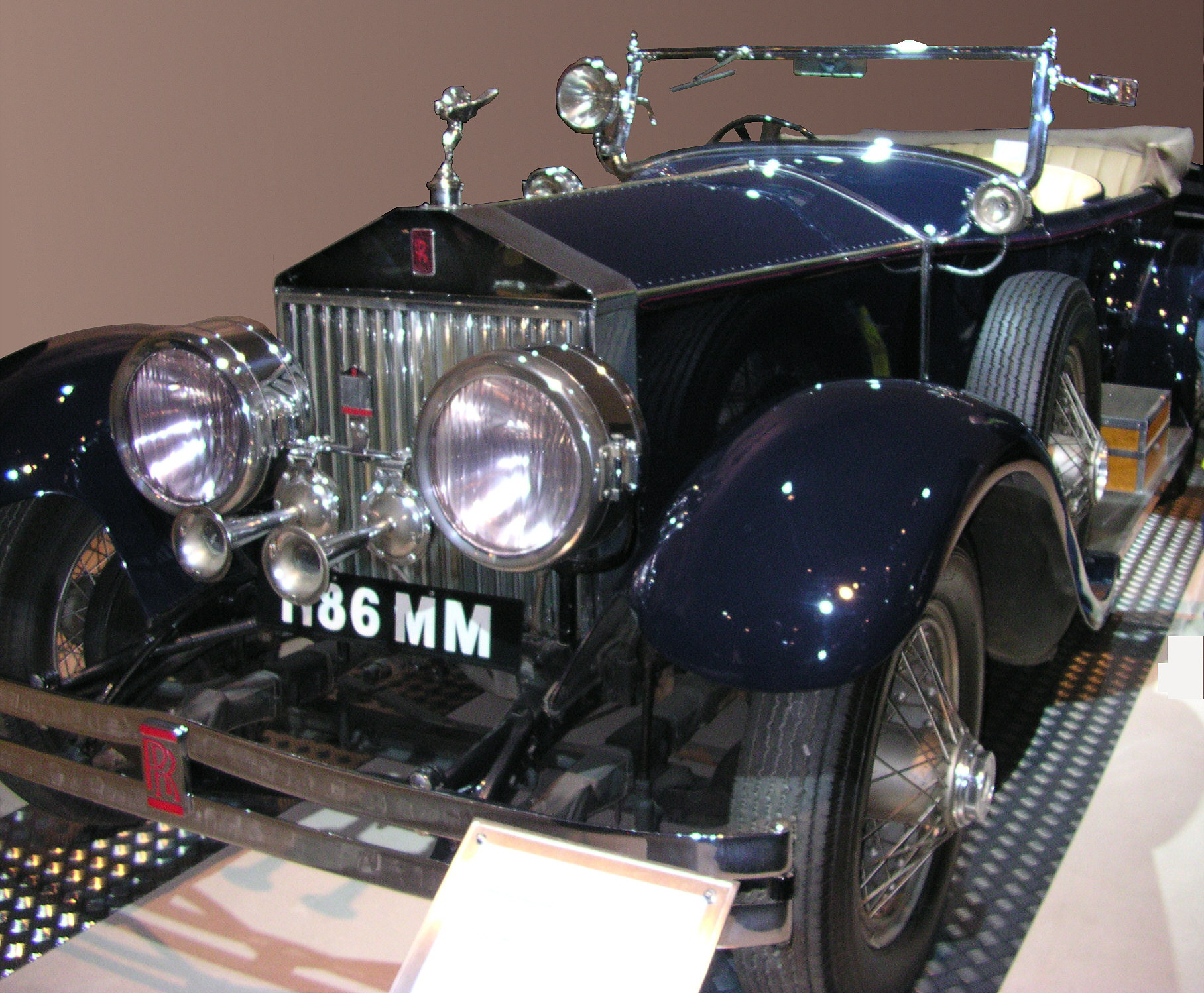
Rolls-Royce 40/50 hp (1923) Pall Mall Torpedo Tourer mit Karosserie von Brewster

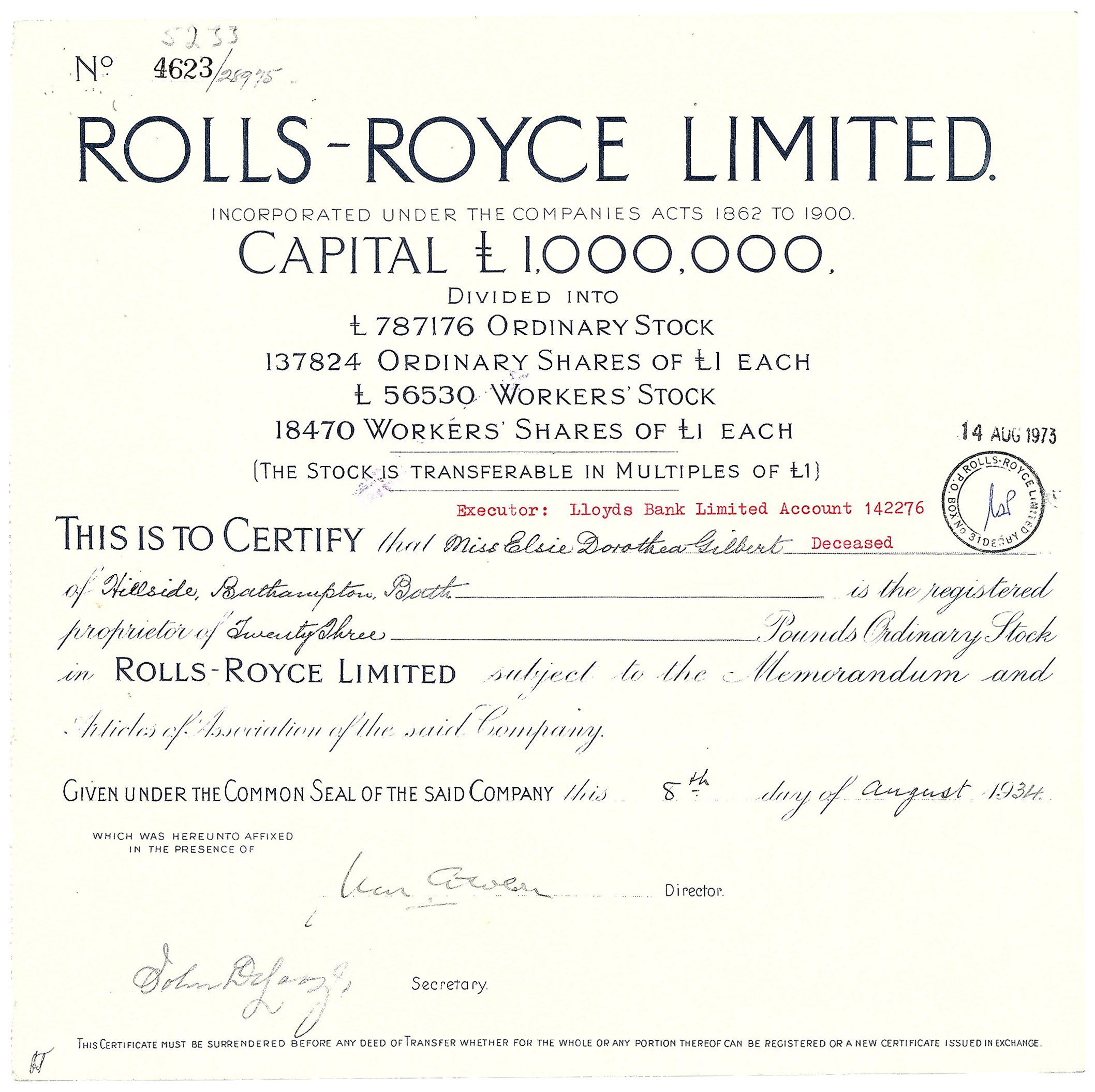
Aktie der Rolls-Royce Limited über 23 £ des Stammkapitals, ausgegeben am 8. August 1934. Die Aktie stammt aus der Kapitalerhöhung im November 1918 von 200.000 £ auf 1.000.000 £. Die mit Abstand älteste bekannte britische Rolls-Royce Aktie.

Nach dem Ersten Weltkrieg wurde die Produktion des Rolls-Royce 40/50 hp wieder aufgenommen. Dieses Modell blieb bis 1925 im Angebot. Ab 1922 wurde als weiteres Modell der Rolls-Royce 20 hp angeboten, der als „kleiner“ Rolls-Royce vorrangig die Selbstfahrer unter den Kunden ansprechen sollte.
Im Jahre 1921 begann Rolls-Royce, im Zweigwerk Springfield (Massachusetts) Chassis für den US-amerikanischen Markt zu bauen. Die Karosserien für diese bei Rolls-Royce of America gefertigten Fahrgestelle lieferte überwiegend Brewster & Co., ein alteingesessenes Karosseriebauunternehmen in New York, das ab 1914 Alleinimporteur der Marke gewesen war und 1926 mehrheitlich von Rolls-Royce übernommen wurde. Mehr als 400 – weitgehend standardisierte – offene Aufbauten lieferte zudem Merrimac. Die Fertigung in den USA endete 1931 im Zuge der Wirtschaftskrise.
Mitte der 1920er-Jahre waren die Automobile von Rolls-Royce bereits ein Mythos; man assoziierte sie international mit Prominenz, Adel, Glamour und Reichtum. Die im Herbst 1924 erstmals erschienene deutsche Automobilzeitschrift Der Herrenfahrer – Das Blatt vom Auto und anderen Annehmlichkeiten des Lebens widmete Rolls-Royce unter dem Titel „Der Wagen der Könige“ eine mehrseitige Bilderstrecke. Die Fotos zeigten unter anderem
- „König Alexander von Jugoslawien und Königin Mary in ihrem neuen Rolls-Royce“,
- den „König von Schweden an der Riviera mit seinem Rolls-Royce“ und
- den „Maharadscha von Jahore[10] in Rolls-Royce“.

Im November 1931 kaufte Rolls-Royce für £125.175 den Konkurrenten Bentley, der im Juli des gleichen Jahres Konkurs angemeldet hatte. Die Marke Bentley war als Hersteller teurer Sportwagen bekannt geworden. Rolls-Royce pflegte diesen Ruf, indem sportlichere Modelle als Bentley, die großen Phantom-Limousinen nur als Rolls-Royce und die meisten Modelle sowohl als Rolls-Royce als auch als Bentley angeboten wurden, wobei sich diese doppelten Modelle im Wesentlichen nur durch Kühlergrill, Kühlerfigur und die Markenschriftzüge unterschieden.
Am 22. April 1933 starb Henry Royce.
Im Jahre 1938 wurde mit dem Wraith das letzte neue Modell vor Beginn des Zweiten Weltkriegs präsentiert. Kurz nach Kriegsbeginn wurde die Produktion dieser aus dem Rolls-Royce 25/30 hp abgeleiteten Variante – wie auch bei den anderen Modellen – bereits wieder eingestellt.
Rolls-Royce-Motoren vor dem Zweiten Weltkrieg wiesen zum Teil eine Gaswechselsteuerung per Knight-Schieber auf, um einen besonders ruhigen Lauf zu erreichen.

### Nach dem Zweiten Weltkrieg

#### Verlagerung der Automobilproduktion nach Crewe

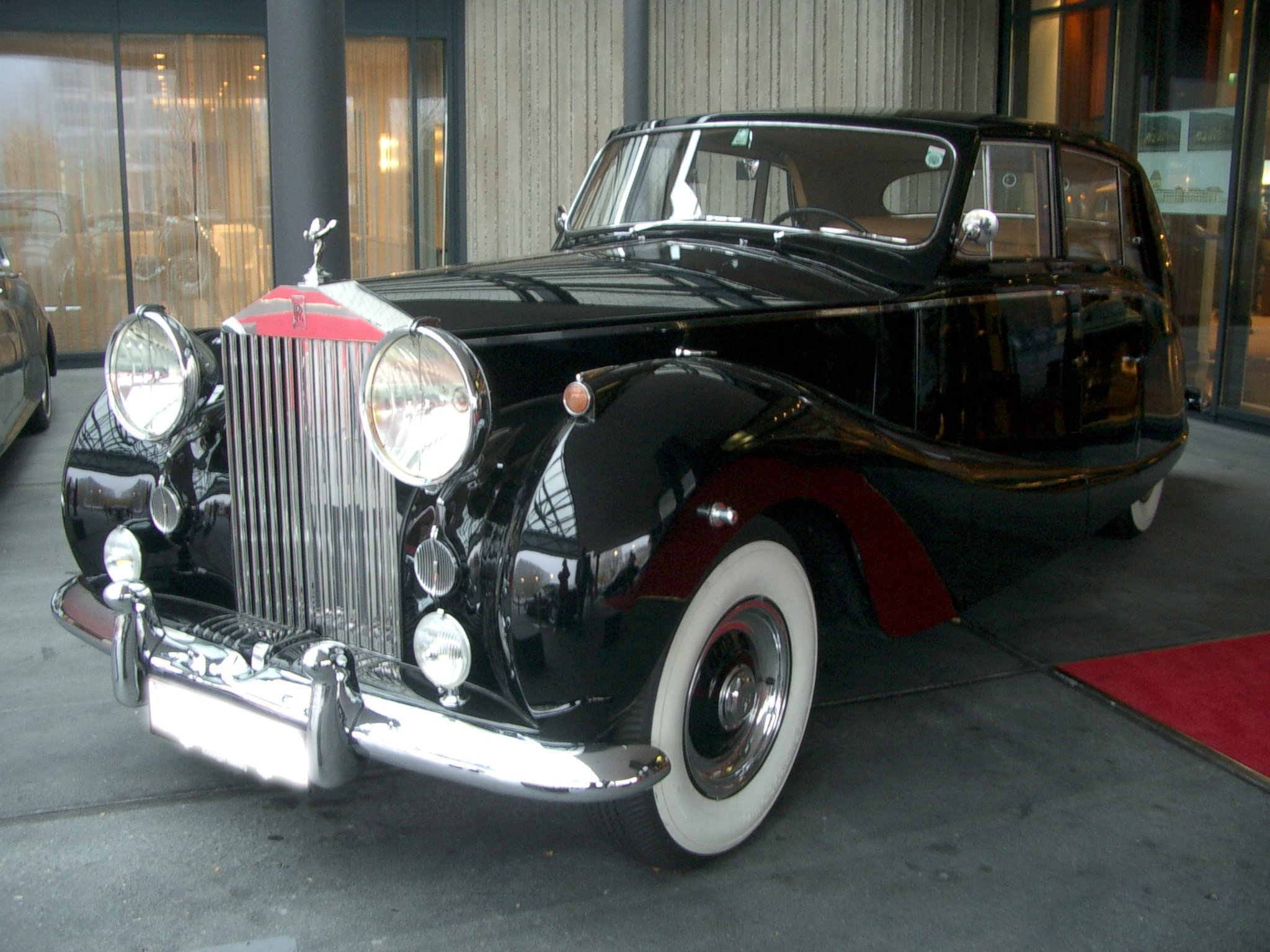
Rolls-Royce Silver Wraith (1955), Karosserie: Pullman-Limousine

1946 wurde die Automobilproduktion nach Crewe verlegt. Im selben Jahr wurde mit dem Silver Wraith die erste Neuentwicklung nach dem Krieg präsentiert, während der Phantom III nicht wieder angeboten wurde. Der ab 1949 angebotene Silver Dawn richtete sich vor allem an den amerikanischen Markt und war als „Selbstfahrerwagen“ gedacht. Auf Wunsch war ein automatisches Hydramatic-Getriebe von General Motors erhältlich. Als erstes Rolls-Royce-Modell wurde der Silver Dawn auch mit einer Werkskarosserie angeboten. Der Silver Wraith wiederum war ab 1952 auch mit verlängertem Radstand und Trennscheibe zum Fahrer erhältlich.
1950 erschien mit dem Phantom IV der Nachfolger der Repräsentationslimousine. Mit dem 5675 cm³ großen Achtzylindermotor war der Phantom „ausreichend“ motorisiert.
Der 1955 vorgestellte Rolls-Royce Silver Cloud war identisch mit dem gleichzeitig präsentierten Bentley S, nachdem sich die Vorgängermodelle technisch schon zunehmend angenähert hatten. Der Hubraum der Sechszylindermotoren war in den vergangenen Jahren zunehmend gewachsen und stieg von 4.257 cm³ (1946) über 4566 cm³ (1951) auf nunmehr 4.887 cm³. Im überarbeiteten Silver Cloud II, der ab 1959 angeboten wurde, kam ein 6230 cm³ großer V8-Motor zum Einsatz. Dieser Motor, seinerzeit der größte Personenwagenmotor Europas, hielt im selben Jahr auch im neuen Phantom V Einzug und wurde nur noch in Verbindung mit dem 4-Gang-Hydramatic-Getriebe angeboten.
Zum Einsatz kam ab 1959 eine V8-Maschine mit 6250 cm³, die 1970 während der Produktion des Silver Shadow I auf 6,75 Liter Hubraum vergrößert wurde. Hintergrund war, dass Mercedes-Benz zunächst mit dem M 100 in dem „großen“ Mercedes 600 an Rolls-Royce vorbeizog, und man mit dem 6¾ Liter-Motor die Nase vorn haben wollte (Mercedes-Benz konterte aber zeitnah mit 6,9 Liter V8 Motor). Diese Motorbasis fand bis 2009 im Bentley Verwendung, wo dieses Aggregat entsprechend weiterentwickelt und turbogeladen sogar die jeweils aktuellen Abgasnormen erfüllte. Auch für den aktuellen Phantom wurde wieder ein 6,75-Liter-Motor entwickelt, um die lange 6¾-Liter-Tradition zu wahren.
Der 1965 präsentierte Silver Shadow wurde zum stilistisch prägenden Modell der Marke in den folgenden Jahren. Die liegenden Doppelscheinwerfer wurden auch vom technisch verwandten Cabrio Corniche übernommen. Mit seinen Scheibenbremsen an den Vorderrädern dokumentierte der Silver Shadow auch den technischen Fortschritt. Der Silver Shadow blieb mit kleinen Änderungen als Silver Shadow II bis 1980 im Programm. Ursprünglich sollte das Modell Silver Shadow die Bezeichnung Silver Mist tragen, als stimmige Fortentwicklung der Bezeichnung Silver Cloud. Für den deutschen Markt wäre dieser Name jedoch wenig geeignet gewesen.

#### Insolvenz und Übernahmen
Am 4. Februar 1971 meldete Rolls-Royce Konkurs an, nachdem die Entwicklung des Rolls-Royce RB211, eines Dreiwellentriebwerkes für die Lockheed L-1011 TriStar, zu finanziellen Schwierigkeiten geführt hatte. Die britische Regierung verhinderte mit großem Einsatz an Steuergeldern durch die Verstaatlichung den Zusammenbruch des Unternehmens.

#### Aufspaltung von Automobil- und Triebwerksfabrikation
1973 wurde der Triebwerkshersteller vom Automobilhersteller getrennt. Seit 1973 firmierte unter Rolls-Royce Motor Cars der Automobilhersteller, während der Triebwerkshersteller nach der Reprivatisierung 1987 unter dem Namen Rolls-Royce plc. neu aufgestellt wurde. Die Markenrechte am Namen Rolls-Royce gingen an den Triebwerkshersteller. Vickers erhielt das Automobilwerk und eine Lizenz zur Nutzung der Marke Rolls-Royce, jedoch keine Eigentumsrechte an der Marke.

#### Übernahme durch Volkswagen

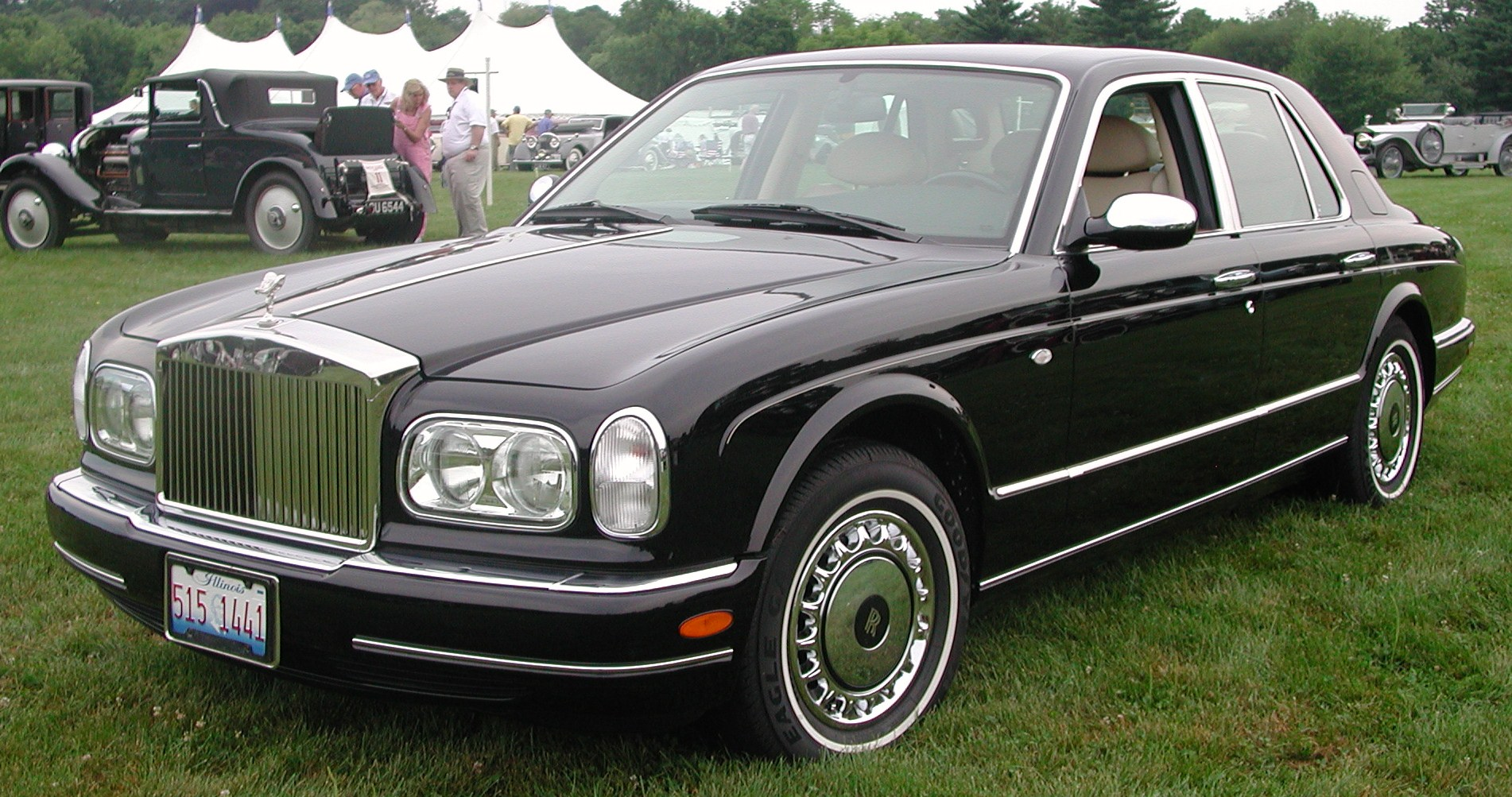
Rolls-Royce Silver Seraph

1997 wollte Vickers den Automobilhersteller wieder verkaufen. Alles sprach für einen Zuschlag zu Gunsten von BMW, da diese bereits Motoren für Rolls-Royce und Bentley lieferte. BMW wurde jedoch von VW  überboten.
VW bezahlte 1,44 Milliarden Mark für Rolls-Royce Motor Cars und erhielt dafür das Werk in Crewe, die Rechte am Rolls-Royce-Kühler sowie an der Kühlerfigur („Spirit of Ecstasy“), jedoch nicht die Namens- und Markenrechte für Rolls-Royce. VW hatte es versäumt, bei Rolls-Royce plc. um die Markenrechte zu verhandeln und nachdem diese „Markenlücke“ entdeckt worden war, war es schon zu spät: BMW hatte sich die Rechte bereits gesichert. VW kannte auch nicht die wahre Tiefe der technischen Verbindungen zwischen BMW und Rolls-Royce Motor Cars.
VW besaß somit zwar das Werk und die Rechte an Kühler und Kühlerfigur, nicht aber die Rechte am Namen Rolls-Royce. Daher wurde vereinbart, Rolls-Royce und Bentley ab 2003 zu trennen; Volkswagen behielt Bentley, das Werk und die Expertise der Mitarbeiter. VW-Chef Ferdinand Piëch sagte später: „Wir […] wollten in erster Linie nur Bentley.“
2000 übernahm die Rolls-Royce Group den BMW-Anteil am Joint Venture BMW Rolls-Royce AeroEngines, ob ein Zusammenhang mit der Übertragung der Namensrechte besteht, ist unbekannt.
In der Folge lief Ende 2002 nach 56 Jahren der letzte Rolls-Royce im Werk Crewe vom Band.

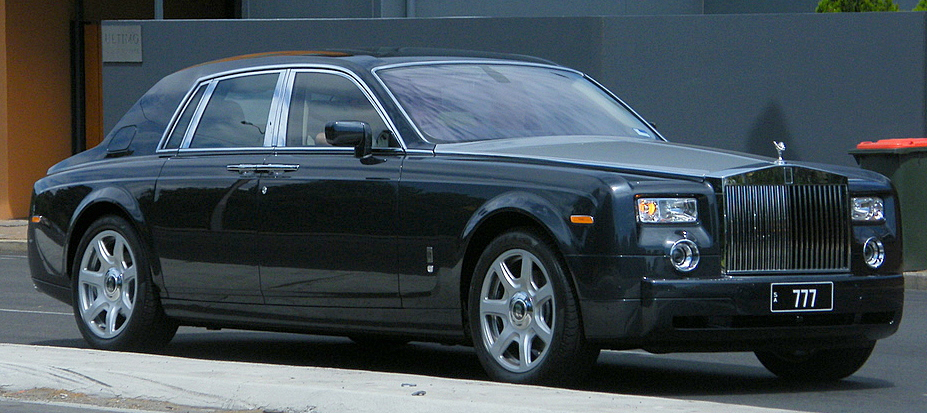
Rolls-Royce Phantom

#### Eingliederung in die BMW-Gruppe
BMW übernahm für 120 Millionen Mark das Nutzungsrecht der Marke Rolls-Royce, verhandelte mit VW einen Eigentumsübergang für die Rechte an Kühler und Kühlerfigur und startete einen Neubeginn. Eigentümerin des Namens Rolls-Royce bleibt jedoch die in Derby befindliche, für den Flugmotorenbau zuständige Rolls-Royce plc. Vickers kam nur kurz nach dem Verkauf von Rolls-Royce Motor Cars und der Trennung der Marken Rolls-Royce und Bentley selbst in wirtschaftliche Schwierigkeiten.
2013 begann Rolls-Royce mit dem Coupé Sweptail, Einzelanfertigungen herzustellen. 2017 folgte das Cabrio Boat Tail, das 2021 vorgestellt wurde. Unternehmenschef Müller-Ötvös sieht als Kunden „Milliardäre, die eng mit der englischen Marke verbunden sind“.

## Modellgeschichte

### Vom Chassis-Hersteller zum Fahrzeug-Hersteller

#### Fahrgestellhersteller und Karosseriebauer
1903 begann Henry Royce, Fahrgestelle, bestehend aus Rahmen, Motor, Getriebe, Achsen, Bremsen und Rädern, herzustellen. Diese Chassis wurden dann zu Karosseriebauern gebracht, die den Aufbau – Karosserie, Sitze, Innenverkleidung, Armaturenbrett, Scheibenwischer etc. – aufsetzten.
Diese Beschränkung auf die Chassisfertigung war durchaus nicht ungewöhnlich, denn in der Zeit vor dem Zweiten Weltkrieg war es für die Käufer von luxuriösen Fahrzeugen üblich, vom Fahrzeughersteller ein motorisiertes Fahrgestell zu erwerben, das dann von einem spezialisierten Karosseriebauunternehmen mit dem nach Wünschen des Kunden gestalteten Aufbau versehen wurde. Der Aufbau für das erste Royce-Chassis (Royce 10 hp) wurde von John Roberts in Hulme gefertigt.
Es kam auch vor, dass von einem gebrauchten Fahrzeug der Aufbau demontiert und durch einen neuen ersetzt wurde. Dieser alte Aufbau wurde des Öfteren wieder aufgearbeitet und erneut verbaut.
Grundsätzlich lag es in der Hand des Chassis-Kunden, sich für einen Aufbauhersteller zu entscheiden. Dennoch gab es Karosseriebauer, die besonders häufig von Rolls-Royce-Kunden ausgewählt wurden, wie beispielsweise Hooper & Co. Coachbuilders, Park Ward, und Mulliner. Der vielleicht exklusivste Karosseriebauer für Rolls-Royce-Chassis war die 1805 gegründete Kutschenfirma Hooper, die beispielsweise über 60 Jahre lang die Kutschen für Königin Victoria lieferte. Hooper hatte eine ganze Anzahl regierender Monarchen in seiner Kundenliste. Andere Karosseriehersteller, die regelmäßig Chassis von Rolls-Royce einkleideten, waren u. a. Barker, Charlesworth, Lancefield, Mayfair, James Young, Offord & Sons und Rippon. Zahlreiche Chassis wurden nacheinander mit unterschiedlichen Karosserien versehen. Einige Betriebe wie etwa Southern spezialisierten sich darauf, ältere Chassis neu einzukleiden. Auch ausländische Karosseriehersteller fertigen Aufbauten für die lokale Kundschaft. Zu ihnen gehörte z. B. Brandone in Cannes.
Aus der Trennung von Fahrgestell- und Aufbauhersteller ergibt sich, dass für die einwandfreie Identifizierung eines Rolls-Royce ausschließlich die Chassisnummer (zentrales Dokument: Rolls-Royce-Chassis-Card) maßgebend ist, nicht die Karosserie-Form.

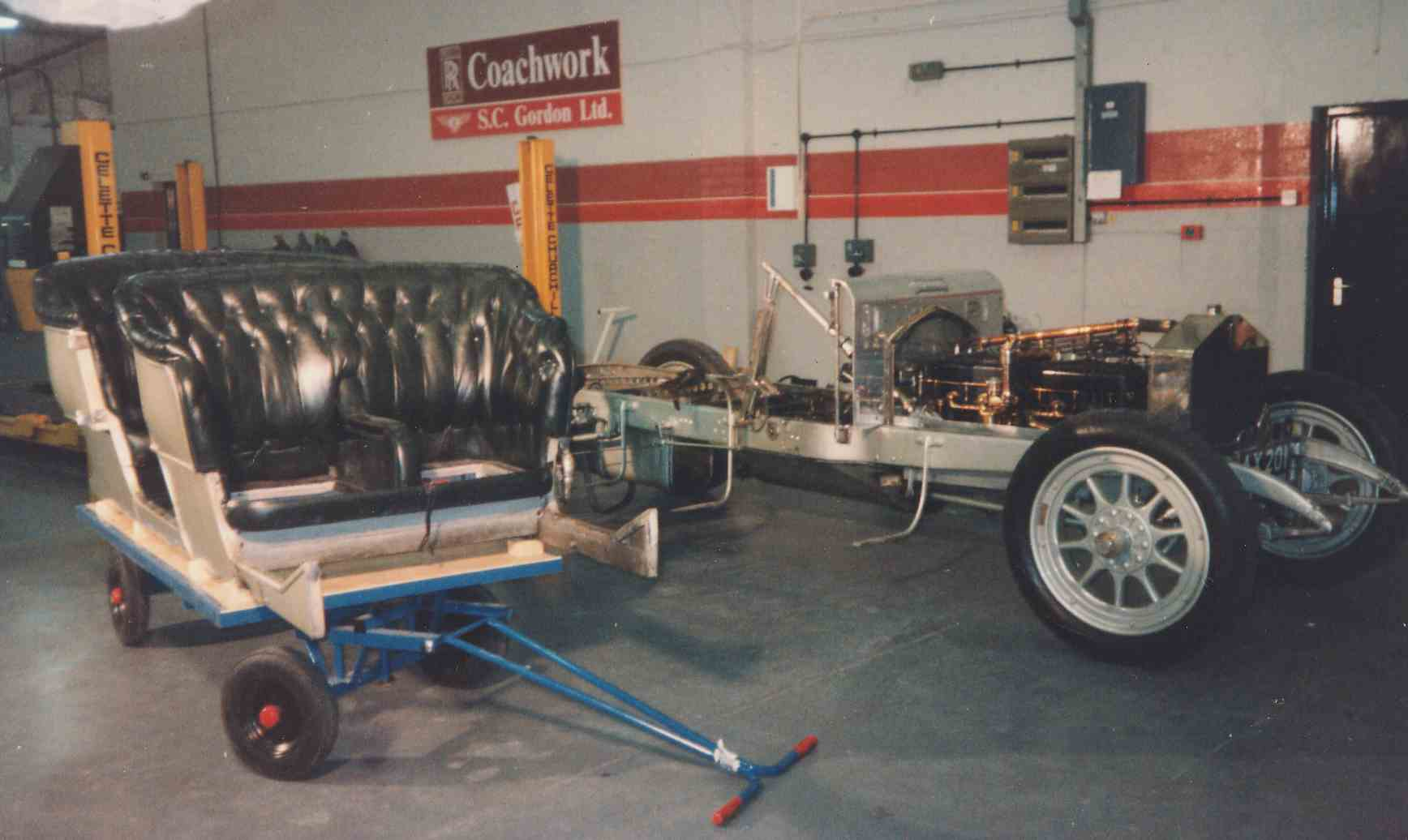
Der „originale“ Rolls-Royce Silver Ghost (AX 201) während der Restaurierung Chassis 40/50 hp Aufbau: Barker
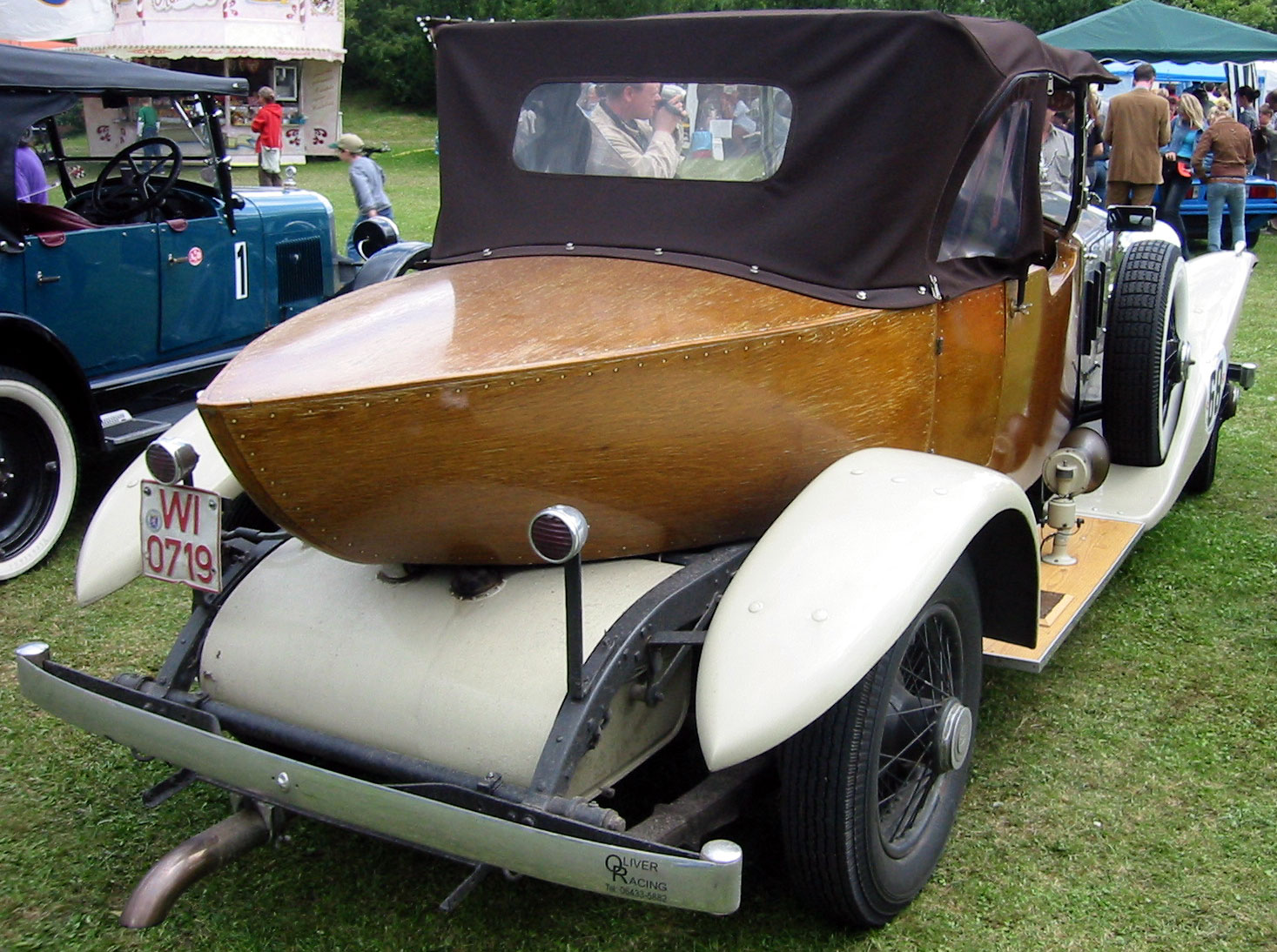
Chassis: Rolls-Royce Phantom I, Aufbau: unbekannt
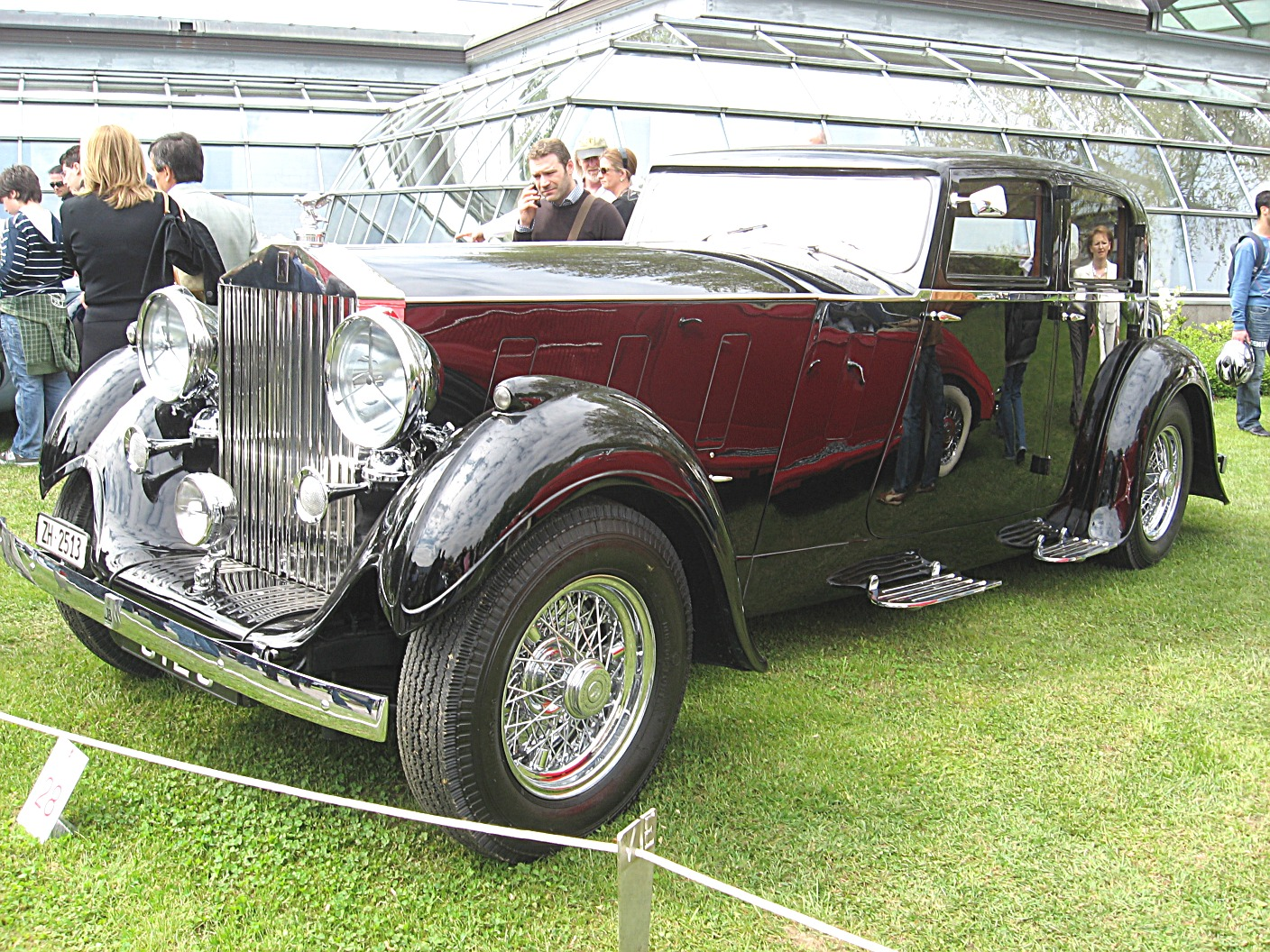
Chassis: Rolls-Royce Phantom III (1937) Aufbau: Barker
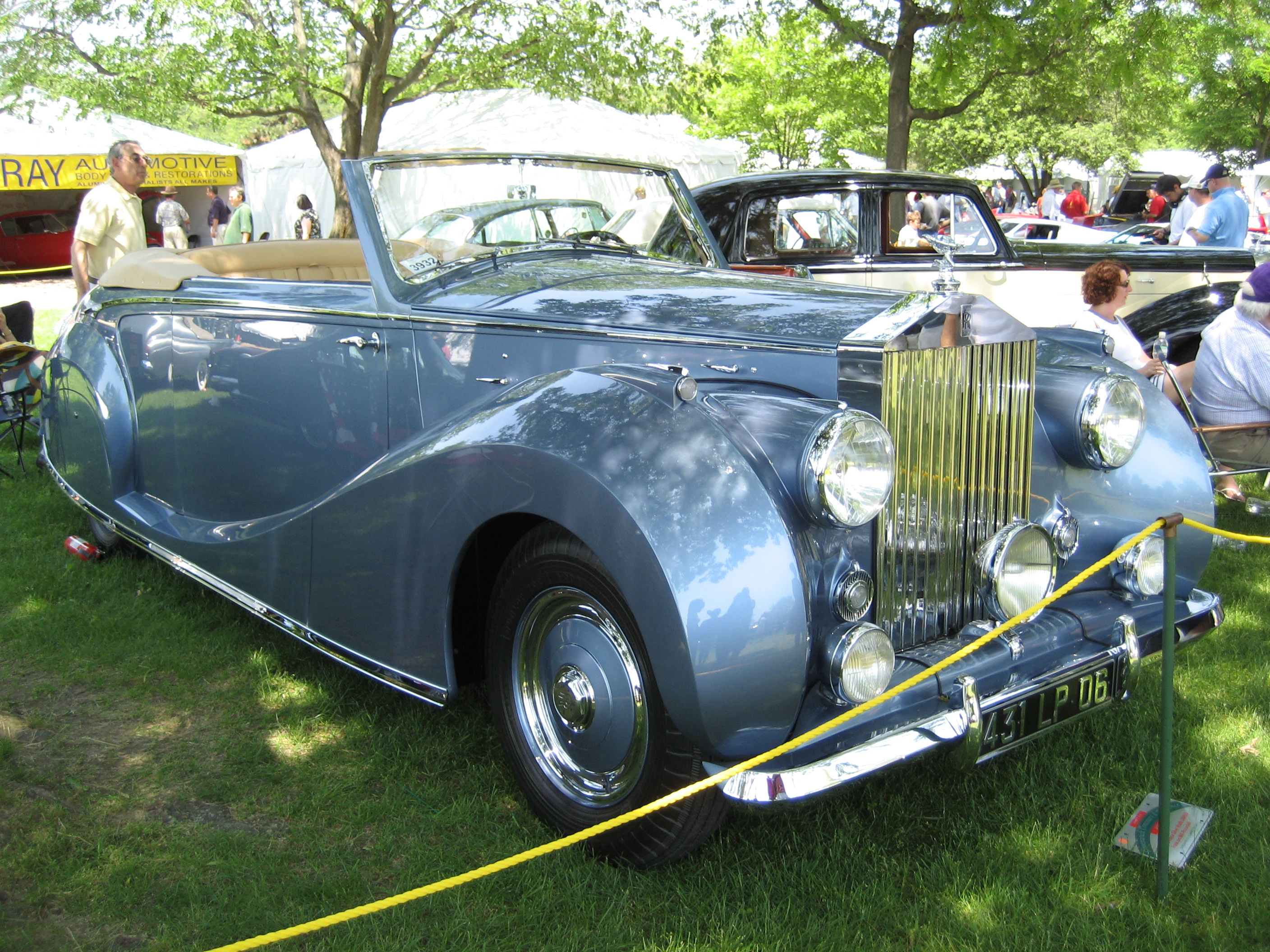
Chassis: Rolls-Royce Silver Wraith (1948) Aufbau: Franay (Frankreich)

#### Karosseriebauunternehmen im Eigentum von Rolls-Royce
1921 eröffnete Rolls-Royce ein Chassiswerk in den USA und kurz darauf auch einen eigenen Aufbauhersteller. Die US-Chassis wurden sowohl von der US-Tochter Rolls-Royce Custom Coach Work als auch von anderen Unternehmen mit Karosserien versehen.
1925 erwarb Rolls-Royce die Firma Brewster, das führende US-Unternehmen im Karosseriebau. Das 1810 gegründete Unternehmen wurde 1934 wegen sinkender Absatzzahlen im Zuge der Weltwirtschaftskrise in einem Management-buy-out wieder verkauft.
1933 beteiligte sich Rolls-Royce an dem 1919 gegründeten Karosseriebauer Park Ward. Park Ward wurde zum bevorzugten Aufbauhersteller für Bentley-Kunden. Rolls-Royce übernahm 1939 die Firma ganz.
1959 wurde H.J. Mulliner in London (nicht zu verwechseln mit dem Karosseriebauer Arthur Mulliner aus Northampton, der ebenfalls Rolls-Royce-Chassis aufbaute) von Rolls-Royce übernommen. 1760 hatte Mulliner mit dem Bau von Pferdekutschen begonnen. Im Jahr 1900 wurde das Geschäft mit Autokarosserien aufgenommen. Mulliner baute in den frühen 1920er-Jahren auch die Zweisitzer-Karosserie für den privaten Rolls-Royce 40/50 hp (Silver Ghost) von Henry Royce. Aber erst ab 1928 wurden regulär Aufbauten für Rolls-Royce-Chassis gefertigt.
1961 verschmolz Rolls-Royce das Tochterunternehmen Park Ward mit der neu zugekauften Firma H. J. Mulliner & Co. zu Mulliner Park Ward. Die Geschäfte wurden in der Fabrik in Willesden zusammengefasst. Mulliner Park Ward stellte in Handarbeit die Karosserien für Fahrzeuge wie Rolls-Royce Silver Cloud, Rolls-Royce Phantom V und Bentley Continental her.
1991 wurde der Karosseriebauer Mulliner Park Ward geschlossen, was auch zur Produktionseinstellung der Phantom-Modelle führte. Der Name ist heute nur noch eine Marketingbezeichnung für Sonderausführungen von Bentley-Modellen.

#### Herstellung endmontierter Fahrzeuge
Ab 1946 begann auch Rolls-Royce, komplette Autos mit Serienkarosserien auszuliefern. Das Geschäft mit Karosserie-Einzelanfertigungen lief jedoch bei Park Ward bzw. später auch bei H.J. Mulliner weiter. Die Karosserieteile der Serienkarosserien wurden von Pressed Steel zugeliefert, wobei nicht nur Stahlblech, sondern auch schon Aluminium zum Einsatz kam. Erstes Konzernfahrzeug dieser neuen Fahrzeug-Fertigung wurde das Silver-Wraith-Schwestermodell Bentley Mark VI, das anschließend auch als Rolls-Royce Silver Dawn vermarktet wurde.
1996 – noch unter Vickers-Führung – erhielt Rolls-Royce eine eigene Karosseriefertigung. Die Verträge mit Pressed Steel wurden gekündigt. Diese Fertigungsanlage ging später in den Besitz von VW über und fertigt nun Teile für Bentley.
Nach der Übernahme durch BMW wurden die Produktionsverantwortlichkeiten neu geordnet. Verschiedene Baugruppen des Phantom entstehen in deutschen Standorten der BMW Group, so beispielsweise der V12-Motor aus dem Werk München. Auch die Rolls-Royce-Tradition der Zulieferung von Karosserieteilen wurde wieder aufgenommen; heute stammt die gesamte Karosserie aus dem Aluminium-Kompetenzzentrum im BMW Group Werk Dingolfing. Die Karosserie aus Aluminium in Space-Frame-Bauweise wird im BMW-Werk in Dingolfing von Hand zusammengeschweißt und nach Goodwood geliefert, wo sie lackiert wird.

### Modellübersicht

#### Modelle
Im Laufe der knapp 110-jährigen Unternehmensgeschichte hat Rolls-Royce eine Vielzahl von unterschiedlichen Modellen produziert, wobei bis 1949 nur Chassis und dann auch komplette Fahrzeuge angeboten wurden.
| Baujahr(e) | Name                          | Besonderheiten |
| 1903–1904  | Royce 10 hp                   | 3 Chassis (Prototypen/Werkswagen, kein freier Verkauf) Einer dieser Prototypen (Aufbau / Karosserie von John Roberts in Hulme) wurde Charles Rolls von Henry Royce vorgeführt. Die Qualität überzeugte Rolls und führte zur Zusammenarbeit mit Royce. |
| 1904–1906  | Rolls-Royce 10 hp             | 17 Chassis / Preis: 395 £ / 2-Zylinder-Motor mit 3-Gang-Getriebe, Hubraum: 1904–1905 1800 cm³, 1906 2000 cm³. Der Royce 10 H.P. wird mit geringen Modifizierungen (z. B. ab Serien-Chassis Nr. 2 mit dem berühmten Kühler) als Rolls-Royce 10 H.P. vermarktet. |
| 1904–1906  | 20 hp                         | 37 Chassis / Preis: 650 £ / 4-Zylinder-Motor: 1905: 3600 cm³ Hubraum mit 3-Gang-Getriebe, 1905/1906 4000 cm³ Hubraum mit 4-Gang-Getriebe (4.=Overdrive) |
| 1905–1906  | 15 hp                         | 6 Chassis / Preis: 500 £ / 3-Zylinder-Motor mit 3089 cm³ Hubraum, 3-Gang-Getriebe. Einerseits lief der Motor nicht so geschmeidig wie von Henry Royce gewünscht, andererseits hatte der 15 H.P. wegen seiner technischen Ausführung wenig Gleichteile mit den anderen Modellen. Deshalb wurde das Modell nach kurzer Zeit aus dem Programm genommen. |
| 1905–1906  | 30 hp                         | 40 Chassis / Preis: 890 £ / 6-Zylinder-Motor mit 6177 cm³ Hubraum, 4-Gang-Getriebe: erster Rolls-Royce mit 4-Gang-Getriebe, 4. Gang als Overdrive. |
| 1905–1906  | V8                            | Zwei Fahrzeugaufbautypen: Legal Limit bzw. Legalimit und Landaulet par Excellence Teile für drei Chassis hergestellt, jedoch nur zwei Chassis assembliert / 90-Grad-V8-Motor mit 3535 cm³ Hubraum, Getriebe: 3 Vorwärtsgänge, 1 Rückwärtsgang (=erster Rolls-Royce mit Rückwärtsgang). |
| 1906–1925  | 40/50 hp                      | Dieses Chassis wurde umgangssprachlich und von der Presse auch als „Silver Ghost“ bezeichnet – eine Benennung, die Rolls-Royce selbst nicht für die Chassis-Serie, sondern nur für ein einziges Fahrzeug verwendete. Fertigung in GB und USA: 6173 GB, 1703 USA / 6-Zylinder-Motor mit 7036 cm³ Hubraum, und ab 1909 7428 cm³. Getriebe: 4 Vorwärtsgänge, 1 Rückwärtsgang / Radstand 3442 mm. |
| 1914–1918  | Erster Weltkrieg              | 120 40/50-hp-Chassis erhalten von einem Spezialbetrieb Panzeraufbauten, so entsteht das Rolls-Royce Armoured Car. |
| 1922–1938  | H.P.- Modelle                 | Rolls-Royce-Selbstfahrer-Modelle: - 1922–1929: 20 hp „Twenty“ / Radstand 3277 mm / 2885 Chassis - 1929–1936: 20/25 hp / Radstand 3277 ab 1930: 3353 mm / 3827 Chassis, meistverkauftes Rolls-Royce-Modell zwischen den Weltkriegen - 1936–1938: 25/30 hp / Radstand 3454 mm / 1201 Chassis |
| 1925–1939  | Phantom-Modelle               | Rolls-Royce-Chauffeur-Modelle: - 1925–1929: 40/50 hp Phantom / Radstand 3638 mm oder 3822 mm / Chassis in GB und USA gebaut: 2269 GB, 1243 USA Nachfolger des 40/50 hp, der noch den gleichen Rahmen und viele Gleichteile mit seinem Vorgänger hatte. Zur Unterscheidung wurde das „neue“ Chassis 40/50 hp vom Werk mit der Zusatzbezeichnung „Phantom“ versehen. - 1929–1936: Phantom II / Radstand 3657 mm oder 3810 mm / 1680 Chassis Letztes Chassis, dessen Entwicklung von der ersten Entwurfsskizze bis zur Fertigstellung vollständig unter der Kontrolle von F. Henry Royce selbst stand. - 1936–1939: Phantom III / Radstand 3606 mm / 727 Chassis Erstes Rolls-Royce-Chassis mit V12-Motor, Hubraum: 7.338 cm³. |
| 1938–1939  | 25/30 hp Wraith I             | Radstand 3454 mm / 491 Chassis Das Wraith-I-Chassis war eine modifizierte Version des 25/30-hp-Chassis. Die Rolle der Selbstfahrer-Modelle wurde den Bentleys zugewiesen (vor allem in Form von Sportversionen). |
| 1939–1945  | Zweiter Weltkrieg             | Die Chassis-Produktion wurde eingestellt. |
| 1946–1959  | Silver Wraith                 | Das Vorkriegs-Wraith-Chassis wurde technisch überarbeitet und in Varianten angeboten. Das modifizierte Wraith-Chassis wurde zur Abgrenzung vom Vorkriegs-Wraith in „Silver Wraith“ umbenannt. Es war die letzte größere Chassis-Serie, die fast ausschließlich die Karosserie von Aufbauherstellern erhielt: - 1951–1959: Silver Wraith LWB / Langversion (LongWheelBase) / Radstand 3378 mm / 639 Chassis - 1946–1959: Silver Wraith / Basisversion / Radstand 3226 mm / 1244 Chassis |
| 1949–1955  | Silver Dawn                   | Erstes Komplettfahrzeug der Marke Rolls-Royce Nach dem Krieg begann Rolls-Royce die Entwicklung einer eigenen Werks-Standardkarosserie („Standard Steel“ oder „Standard Steel Body“ genannt). Diese erste entwickelte Fahrzeugserie verwendete ein modifiziertes Silver-Wraith-Chassis, dem im Werk die Standard-Steel-Karosserie aufgesetzt wurde, so dass komplette Fahrzeuge ausgeliefert werden konnten. Dieses so entstandene erste komplett-Fahrzeug wurde allerdings nicht als Rolls-Royce vermarktet, sondern als Bentley (Bentley Mark VI 1946–1952). Keine eigene Karosserie-Fertigung: Die Karosserieteile fertigte Rolls-Royce nicht selbst, sondern kaufte sie von Pressed Steel (später umbenannt in Pressed Steel Fisher) zu. Nachdem man den Produktions-Prozess des Bentley Mark VI im Griff hatte, vermarktete man ihn als Exportmodell Rolls-Royce Silver Dawn (wurde 1949–1953 nur für den Export angeboten). Die Unterschiede zum Bentley waren gering (RR-Kühler mit RR-Emblem, modifizierte Motorhaube und geänderte Instrumentenanordnung). - 1949–1955: Silver Dawn / Radstand 3048 mm / 64 Chassis + 693 mit Standard-Steel-Aufbau |
| 1950–1992  | Phantom                       | Die Serienfertigung der exklusiven Repräsentations-Limousine wurde wieder aufgenommen. Die Karosserie der Phantom-Modelle wurde in Handarbeit überwiegend bei Park-Ward hergestellt. - 1950–1956: Phantom IV / Radstand 3683 mm / 17+1 Chassis Dieses Chassis (technische Basis der Silver Wraith) war nur für Angehörige regierender Adelshäuser oder Staatsoberhäupter vorgesehen (Aufbauten für 16 der 17 Chassis von Hooper). Die technische Basis des Phantom V bzw. VI bildete der Silver Cloud. Die Chassis erhielten ihren Aufbau als handgedengelte Karosserien überwiegend von Park Ward bzw. Mulliner Park Ward. Varianten: - 1959–1968: Phantom V / Radstand 3683 mm / 516 Chassis aufgebaut - 1968–1992: Phantom VI / Radstand 3683 mm / 374 Chassis aufgebaut |
| 1955–1966  | Silver Cloud                  | Nach dem Testlauf von Bentley Mark VI und Rolls-Royce Silver Dawn wurde für den neuen Silver Cloud bereits ab Produktionsbeginn werksseitig eine Standard-Steel-Karosserie angeboten. Varianten: - 1955–1959: Silver Cloud: - Langversion: 36 Chassis + 86 mit Standard-Steel-Karosserie /// Basisversion: 121 Chassis + 2117 mit Standard-Steel-Aufbau Schwesterversion Bentley S1 - 1959–1962: Silver Cloud II: - Langversion: 81 Chassis + 218 mit Standard-Steel-Aufbau /// Basisversion: 107 Chassis + 2311 mit Standard-Steel-Karosserie Schwesterversionen Bentley S2 und daraus entwickelt Bentley S3 - 1962–1965/66: Silver Cloud III: - Langversion: 47 Chassis + 207 mit Standard-Steel-Aufbau /// Basisversion: 328 Chassis + 2227 mit Standard-Steel-Karosserie |
| 1965–1977  | Silver Shadow I               | Der Silver Shadow hatte als erster Rolls-Royce eine selbsttragende Karosserie, unabhängige Radaufhängung rundum, automatische Niveauregulierung und Scheibenbremsen an allen vier Rädern. Die Rolls-Royce-Tradition der Chassis-Fertigung mit anschließendem Karosseriebau wurde damit beendet. Gegenüber seinen Vorgängern bot der Wegfall eines separaten Fahrgestells bessere Voraussetzungen für eine geräumige Passagierzelle, besseren Zugang zu einem Kofferraum mit erheblichem Stauvermögen – und Bauhöhe wie Gewicht des Wagens konnten reduziert werden. Die Karosserieteile wurden aber nach wie vor nicht selbst gefertigt, sondern von Pressed Steel zugeliefert. - 1969–1977: Silver Shadow I EWB / Langversion / 2776 Fahrzeuge - 1965–1977: Silver Shadow I Saloon / Basisversion / 16.717 Fahrzeuge - 1966–1971: Silver Shadow I Coupé / Coupéversion / 571 Fahrzeuge + 36 Sonderkarosserien (35 von James Young + 1 von Pininfarina) - 1967–1971: Silver Shadow I Cabriolet / Cabrioversion / 505 Fahrzeuge Spitzenmodell: Bodengruppe Silver Shadow und Karosserie-Design von Pininfarina: - 1975–1991: Camargue / 525 Fahrzeuge als Rolls-Royce sowie ein Exemplar, das auf Kundenwunsch als Bentley geliefert wurde Schwesterversion Bentley T1 und daraus entwickelt Bentley Corniche                                                  |
| 1971–1996  | Corniche                      | Ab 1971: Spezielle 2-türige Variante: Chassis: Silver Shadow, Aufbau: Mulliner Park Ward (großteils in Handarbeit gefertigt): - 1971–1982: Corniche „Two Door Saloon“ / Coupéversion / 1108 Fahrzeuge - 1971–1987: Corniche „Corniche Convertible“ / Cabrioversion / 3239 Fahrzeuge - 1987–1989: Corniche II „Corniche Convertible“ / Cabrioversion / 226 Fahrzeuge - 1989–1992: Corniche III „Corniche Convertible“ / Cabrioversion / 452 Fahrzeuge - 1993–1996: Corniche IV „Corniche Convertible“ / Cabrioversion / 219 Fahrzeuge - 1995–1996: Corniche S „Corniche Convertible“ / Cabrioversion / 25 Fahrzeuge (Sonderserie zum Auslaufen des Modells) Schwesterversionen: Bentley Corniche (1971–1984), Bentley Continental (1984–1994) |
| 1977–1980  | Silver Shadow II              | - 1977–1980: Silver Wraith II / Langversion (um 10 cm verlängerte Version des Silver Shadow II) / 2145 Fahrzeuge - 1977–1980: Silver Shadow II / Basisversion / 8425 Fahrzeuge Schwesterversion Bentley T2 |
| 1980–1995  | Silver Spirit                 | - 1980–1989: Silver Spirit I: - 1982–1988: Silver Spur Limousine / Spezial-Langversionen / extended 14 = 1 Fahrzeug, ext. 36 = 16 Fhrzg, ext. 42 = 84 Fhrzg. - 1981–1989: Silver Spur I / Standard-Langversion (10 cm verlängerte Version des Silver Spirit) / 6238 Fahrzeuge - 1980–1989: Silver Spirit I / Basisversion / 8129 Fahrzeuge - 1984: Silver Spur Centenary / limitierte Sonderversion / 25 Fahrzeuge freier Verkauf, ein Fahrzeug für das Werksmuseum - 1989–1993: Silver Spirit II: - 1989–1993: Silver Spur II / Standard-Langversion (10 cm verlängerte Version des Silver Spirit) / 1658 Fahrzeuge - 1989–1993: Silver Spirit II / Basisversion / 1152 Fahrzeuge - 1993–1994: Silver Spirit III: - 1993–1994: Silver Spur III Touring Limousine / Spezial-Langversion (Radstand 3772 mm) Nach der Produktionseinstellung des Premium-Repräsentations-Modells Phantom (1992) brauchte man einen Ersatz, der durch die Touring Limousine (wie manche meinen nur unzureichend) gestellt wurde. - 1994–1995: Flying Spur / Turbo-Standard-Langversion / Radstand 3161 mm / 134 Fahrzeuge (erstes Rolls-Royce-Modell mit Turbolader) - 1993–1994: Silver Spur III / Standard-Langversion / Radstand 3161 mm / 430 Fahrzeuge (Anzahl = incl. Touring-Limousinen) - 1993–1994: Silver Spirit III / Basisversion / Radstand 3061 mm / 211 Fahrzeuge |
| 1995–1998  | New Silver Spirit (BMW-Motor) | Die Modelle der Baureihe erhielten ab 1994 einen Motor, der in Zusammenarbeit mit BMW entwickelt worden war. Diese Modellreihe ist auch bekannt als die „New“-Reihe, da die Bezeichnungen der Fahrzeuge mit „New“ begannen: - 1995–1998: New Silver Spur Touring Limousine / Spezial-Langversion / Radstand 3772 mm - 1995–1998: New Silver Spur / Standard-Langversion / Radstand 3161 mm / 507 Fahrzeuge (Anzahl = incl. Touring-Limousinen) - 1995: New Silver Spirit / Basisversion / Radstand 3061 mm / 122 Fahrzeuge (zugunsten des „Silver Dawn“ eingestellt) - 1994–1998: New Silver Dawn / Basisversion / Radstand 3061 mm / 237 Fahrzeuge Als Modell mit eigenem Namen separiert: - 1995–1998: Park Ward / 44 Fahrzeuge |
| 1998–2002  | Silver Seraph                 | Neue Fahrzeugreihe, die noch von Rolls-Royce im Vickers-Besitz entwickelt, aber ab 1998 unter VW-Führung gefertigt wurde. Erstmals wurde bei diesem Fahrzeug auch die Karosserie im Haus selbst gefertigt (bei den anderen Modellen waren die Rohkarosserien von Pressed Steel Fisher hergestellt und zugeliefert worden). - 2000–2002: Park Ward / Langversion / Länge 5640 mm / 127 Fahrzeuge - 1998–2002: Silver Seraph / Basisversion / Länge 5390 mm / 1570 Fahrzeuge - 2000–2002: Corniche / Cabrioversion / Länge 5405 mm / 374 Fahrzeuge |
| 2003–2017  | Phantom                       | Erste Rolls-Royce-Modellreihe aus BMW-Planung und -Fertigung Der Traditionsname Phantom wird wieder verwendet (Phantom I 1925 / in Reihenfolge ist diese Modellreihe Phantom VII): - seit 2006: Phantom Limousine EWB / Extended Wheel Base / Langversion / Radstand 3820 mm / Länge 6090 mm - seit 2003: Phantom Limousine / Basisversion / Radstand 3570 mm / Länge 5840 mm - seit 2008: Phantom Coupé / Coupéversion / Radstand 3320 mm / Länge 5612 mm - seit 2007: Phantom Drophead Coupé / Cabrioversion / Radstand 3320 mm / Länge 5609 mm Modellüberarbeitung / betrifft alle vier Varianten: - seit 2012: Rolls-Royce Phantom Series II LED Motor- und Getriebeüberarbeitung (N73TU und 8HP), Licht, Infotainment, CO2-Maßnahmen Motor für alle Phantom-Typen: BMW N73 (V12 / 6749 cm³ / 338 kW @ 5350 min−1) |
| 2009–2020  | Ghost                         | Selbstfahrer-Modellreihe: - ab 2009: Ghost Limousine / Basisversion / Radstand 3295 mm / Länge 5399 mm - ab 2011: Ghost Limousine EWB / Extended Wheel Base / Radstand 3465 mm / Länge 5569 mm Motor für beide Typen: BMW N74 (V12 / 6592 cm³ / 420 kW @ 5250 min−1) |
| 2013–2023  | Wraith                        | Selbstfahrer-Modellreihe auf Basis des Rolls-Royce Ghost Der Traditionsname Wraith wird wieder verwendet (erster Wraith 1938 – diese Modellreihe also eigentlich Wraith II): - ab 2013: Wraith / Coupéversion (Basisversion / Limousine Rolls-Royce Ghost) / Radstand 3110 mm / Länge 5270 mm Motor: (V12 Doppelturbo / 6,6 Liter / 632 PS) |
| 2016–2023  | Dawn                          | Cabriolet auf Basis des Wraith Motor: V12 Doppelturbo / 6,6 Liter / 601 PS |
| 2017       | Sweptail                      | Einzelexemplar |
| seit 2018  | Phantom                       | „Architecture of Luxury“ Alu-Spaceframe „Das leiseste Automobil der Welt“ Motor: V12 Doppelturbo / 6,75 Liter / 571 PS |
| seit 2018  | Cullinan                      | „Architecture of Luxury“ Alu-Spaceframe „Erster SUV der Marke“ Motor: V12 Doppelturbo / 6,75 Liter / 571 PS |
| seit 2020  | Ghost                         | Neuauflage der Selbstfahrer-Modellreihe Motor: V12 Doppelturbo / 6,75 Liter / 571 PS |
| 2021–2022  | Boat Tail                     | Das auf drei Exemplare limitierte Modell auf Basis des Phantom gilt mit einem Kaufpreis von rund 23 Millionen Euro als teuerster jemals gebauter Neuwagen. |
| seit 2023  | Spectre                       | „Architecture of Luxury“ Alu-Spaceframe „Erstes Elektroauto der Marke“ 585 PS / 520 km Reichweite |
| seit 2023  | Droptail                      | Das Cabriolet ist auf vier Exemplare limitiert |

Bis 1998 weigerte sich Rolls-Royce, Angaben zur Motorleistung zu machen, und begnügte sich zumindest in England mit dem Hinweis, es sei „genügend“ Leistung vorhanden. In Deutschland war eine Leistungsangabe seit jeher Bestandteil des Fahrzeugbriefs, wenngleich diese Angaben auch nur auf persönlichen Schätzungen des jeweiligen TÜV-Prüfingenieurs beruhten.

#### Aktuelle Modelle

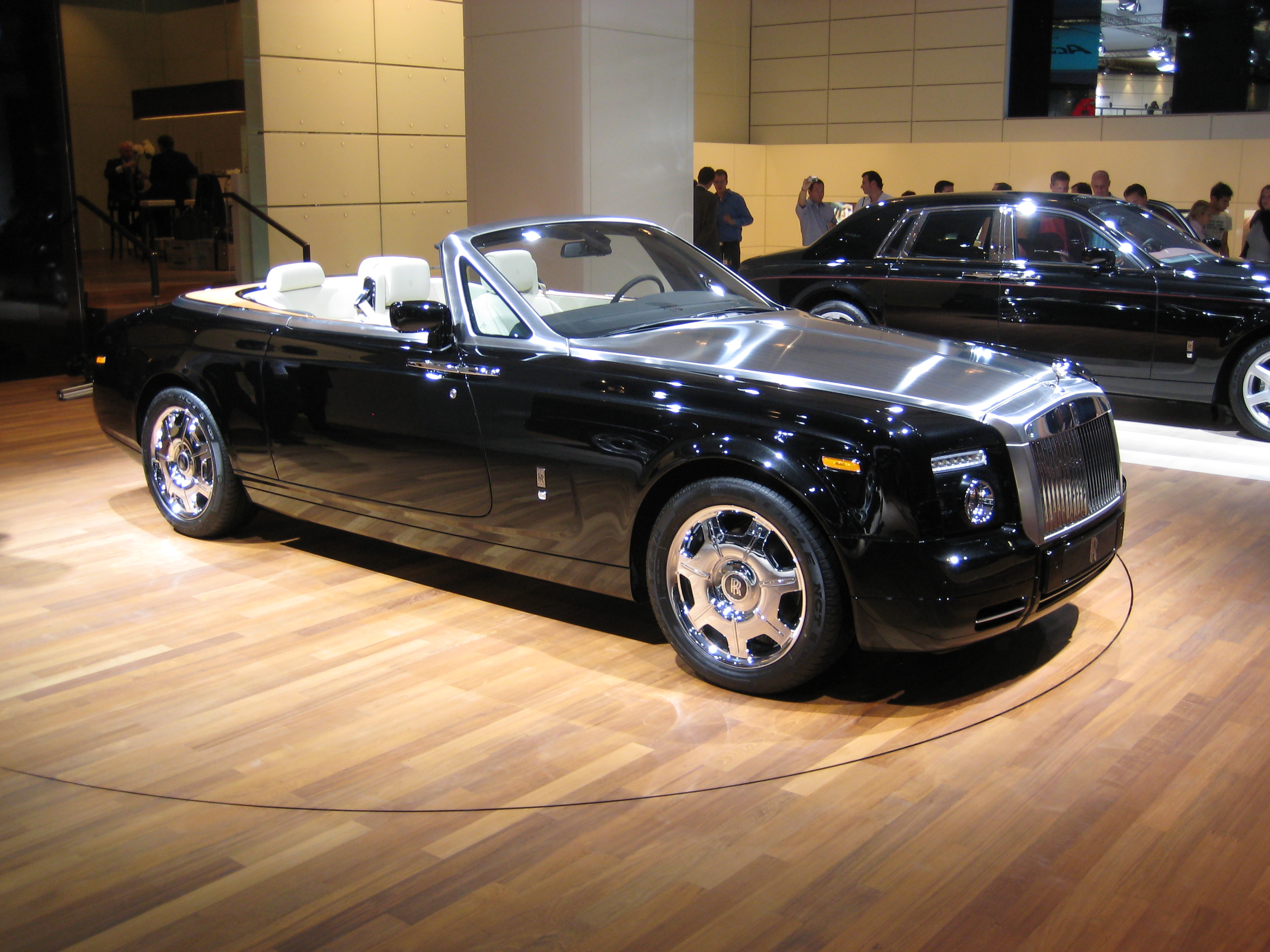
Rolls-Royce Drophead Coupe auf der IAA 2007

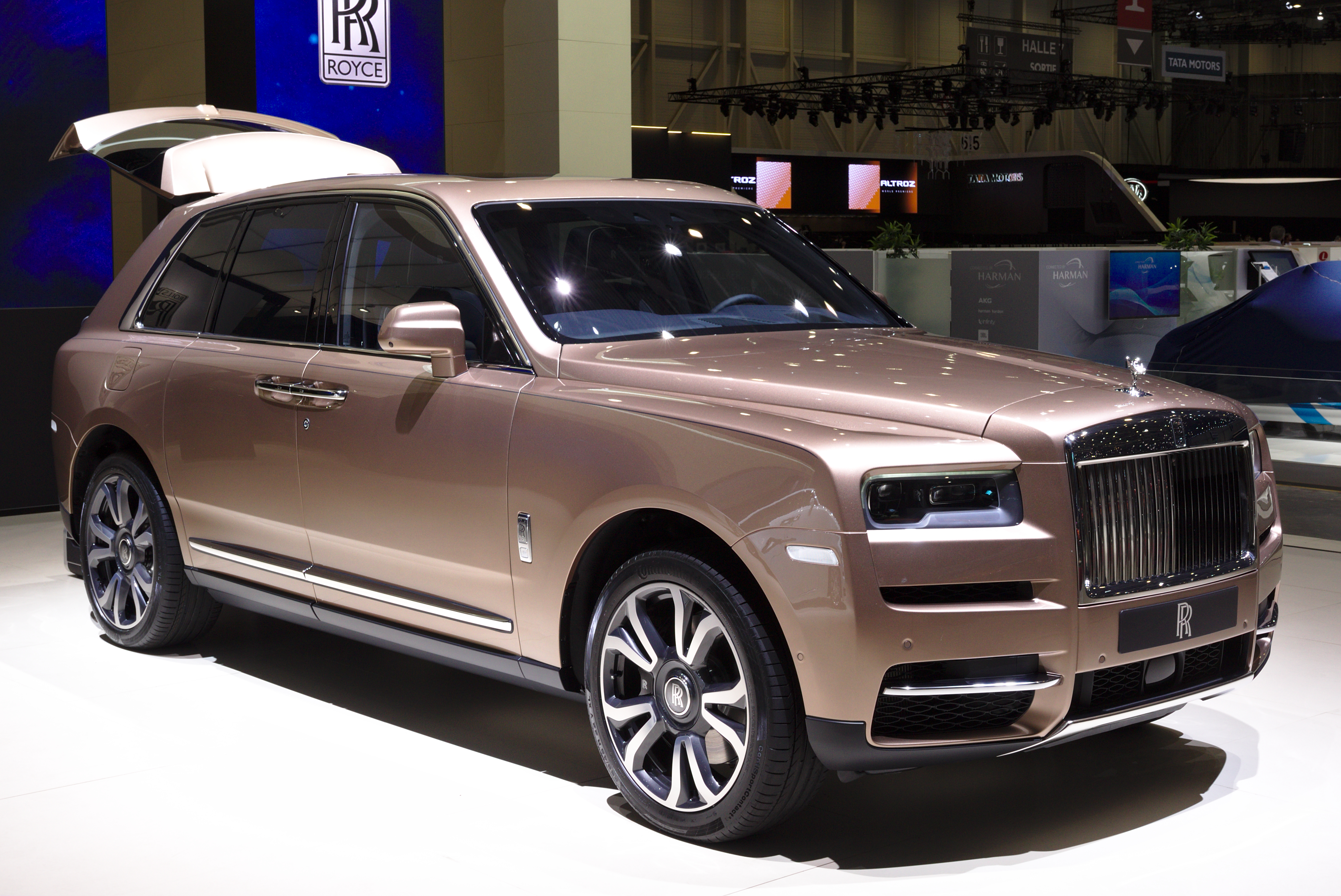
Rolls-Royce Cullinan auf dem Genfer Auto-Salon 2019

2003 stellte BMW den ersten selbstentwickelten Rolls-Royce nach der Übernahme vor. Das Modell Phantom besitzt einen ebenfalls neuentwickelten 6,75-Liter-V12-Motor.
Die Innenausstattung wurde 2005 überarbeitet und unter anderem durch das „Division Wall-Package“ ergänzt. Neben den schon üppigen Besonderheiten wie einem Regenschirm in der Tür ist nun auch ein aus dem Dachhimmel ausklappbares DVD- und TV-Entertainmentsystem serienmäßig lieferbar. Zudem kann sich der Gefahrene, sofern er die optionale Trennscheibe bestellt, mittels eines Klappmoduls mit dem Fahrer unterhalten. Nach wie vor verlassen die meisten Fahrzeuge das Werk mit sehr individuellen Extras jenseits der Serienausstattung.
Im Sommer 2007 startete die Produktion des Phantom Drophead Coupé. Als erste Konzeptstudie nach der Übernahme von Rolls-Royce durch BMW entstand die Cabrioversion des Rolls-Royce Phantom, der 100EX. Der offene Zweitürer basiert auf einem Alu-Space-Frame und ist mit vier Sitzplätzen versehen. Der Motor wird vom geschlossenen Phantom übernommen. Der Preis beginnt bei etwa 440.000 Euro.
Im November 2009 wurde ein weiteres Modell in die Produktion genommen, der Ghost. Der Ghost ist mit 5,40 m Länge etwas kleiner und mit einem avisierten Kaufpreis von rund 200.000 Euro günstiger als die Phantom-Modellreihe.
BMW kalkulierte im Jahr 2002 mit etwa 1000 Verkäufen pro Jahr – nur ein Drittel des Rekordverkaufsjahrs 1978, in dem 3357 Fahrzeuge verkauft wurden. Die Verkäufe begannen schleppend. So wurden 2003 etwa 300 Autos verkauft; 2005 waren es 796 Exemplare. 2009 wurden die ursprünglich angestrebten Verkaufszahlen mit 1002 Fahrzeugen erreicht. 2010 wurde durch die Markteinführung des Ghost eine Steigerung der Verkäufe auf 2711 Fahrzeuge erzielt.
2011 konnte das Rekordjahr 1978 übertroffen werden: 3538 Fahrzeuge wurden verkauft, was einer Steigerung von 31 % entspricht. Wichtigstes Modell war der Ghost mit 2.720 Verkäufen. 818 Fahrzeuge des erheblich teureren Phantom konnten abgesetzt werden, wovon 537 Exemplare auf die Limousine und 281 auf das Coupé (inklusive Cabrio) entfielen.
Nach Angaben von Unternehmenschef Müller-Ötvös habe Rolls-Royce 2021 trotz der COVID-19-Pandemie keine Einbußen erlitten. Mit 5586 Fahrzeugen wurden 2021 fast 50 Prozent mehr Autos verkauft als im Vorjahr. 2022 wurden erstmals mehr als 6000 Rolls-Royce verkauft.
Mit dem Coupé Spectre präsentierte Rolls-Royce im Oktober 2022 das erste Elektroauto der Marke. Ende 2023 wurde es an die ersten Kunden ausgeliefert.

### Sonderkarosserien

#### Karosserietyp Sedanca de Ville

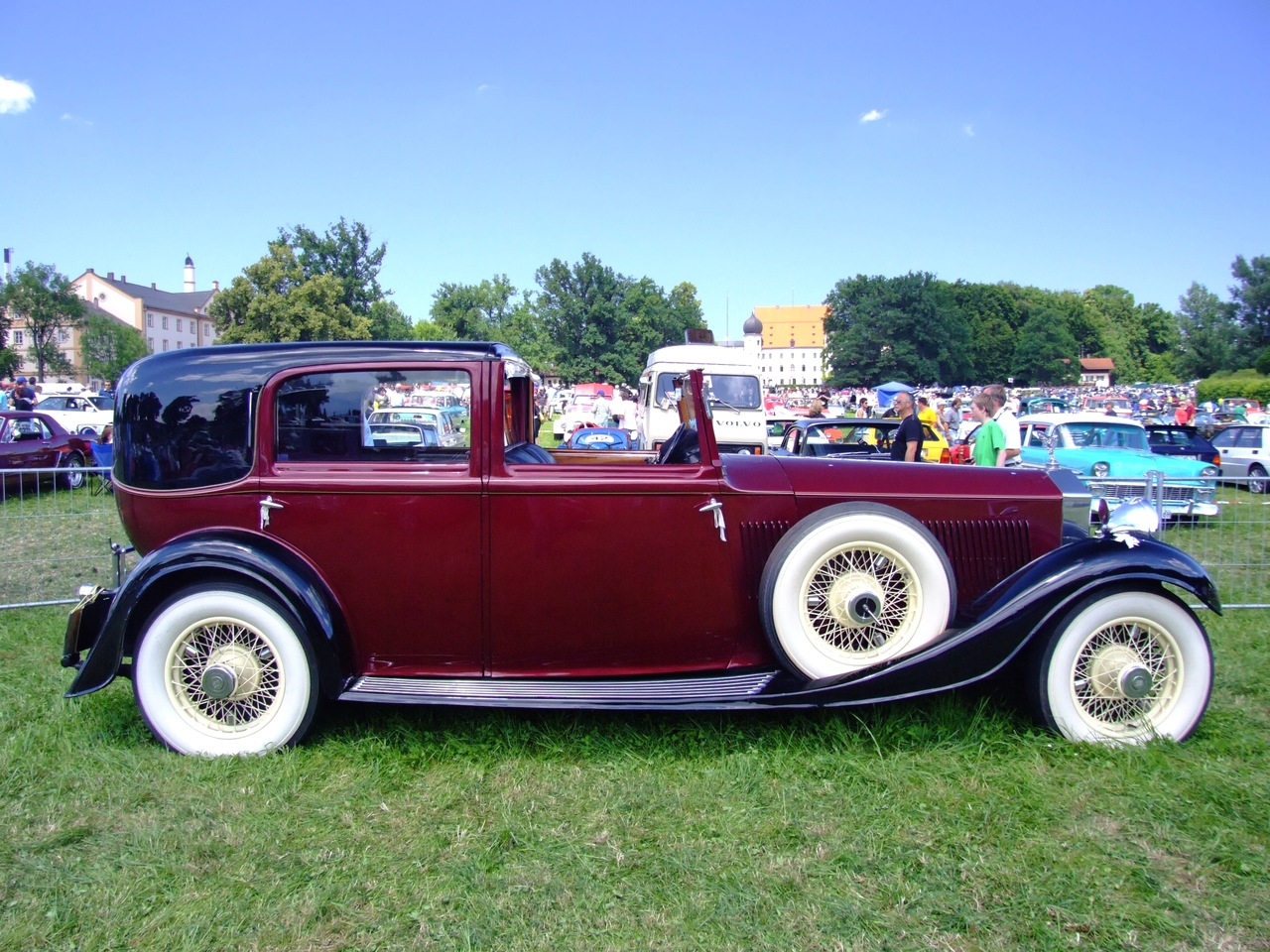
1934er Sedanca de Ville: Das Dach über dem Fahrerbereich ist abnehmbar

Bei der Karosserieform Sedanca de Ville ist der Fahrerraum mit einem abnehmbaren Dach ausgestattet, während die Passagiere in einem geschlossenen Fahrgastraum sitzen.
Diese Fahrzeugform ist als reines Stadtauto gedacht, daher auch der Namensteil „de Ville“. An der Livree des Fahrers war es möglich, den Rang der Passagiere zu erkennen. So wurde an den königlichen Höfen die Vorfahrt bei offiziellen Anlässen geregelt, weshalb der offene Fahrerbereich hilfreich war.
Der Name Sedanca ist eine Zusammensetzung von Sedan (von lateinisch sedere = sitzen) und dem Namen des Grafen Carlos de Salamanca, dem Rolls-Royce-Importeur für Spanien, der als Erster diese Fahrzeugform orderte.

#### Rolls-Royce Armoured Car

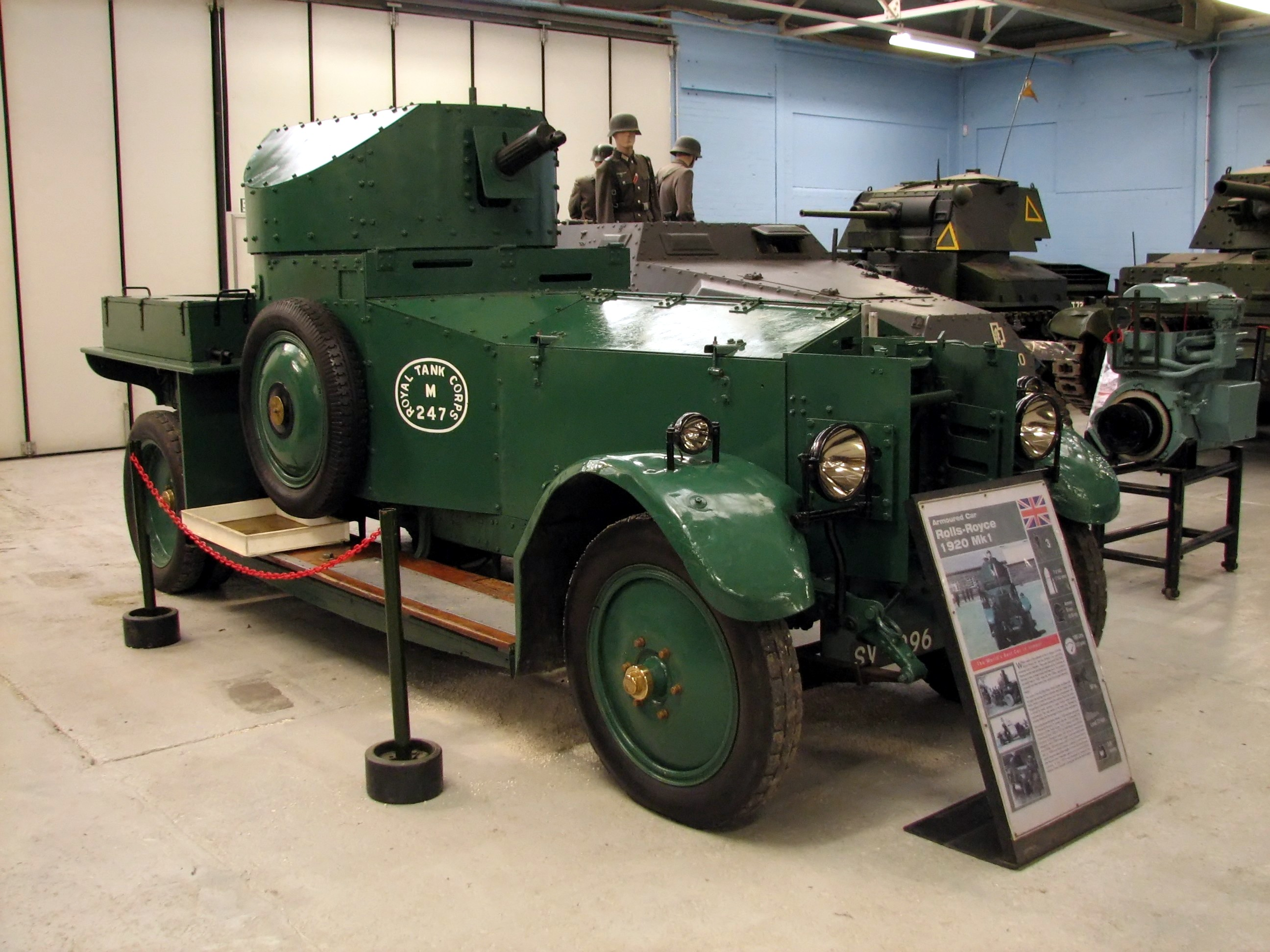
Rolls-Royce 1920 Pattern Mark 1

Mit Beginn des Ersten Weltkriegs wurden sämtliche Rolls-Royce 40/50 H.P.-Chassis von der britischen Armee requiriert. Die Chassis wurden mit einem Panzer-Aufbau versehen und die Motoren auf 80 H.P. modifiziert. Am 3. Dezember 1914 erreichten die ersten drei Testfahrzeuge die Front, ab April 1915 erfolgte der reguläre Einsatz der Rolls-Royce Armoured Cars.
Das 4,7 Tonnen schwere Fahrzeug erreichte bei günstigen Straßenbedingungen eine Höchstgeschwindigkeit von 72 km/h. 1917 wurde die Produktion nach insgesamt 120 Fahrzeugen eingestellt, weil sich Rolls-Royce ganz auf den Flugmotorenbau konzentrieren sollte.
Im Ersten Weltkrieg wurden die Panzerwagen zuerst in Frankreich an der Westfront eingesetzt. Sie erwiesen sich aber im dortigen Gelände als untauglich, weil sie ständig im Schlamm steckenblieben. In der Folge wurden die Armoured Cars vor allem in Afrika eingesetzt. Nach dem Ersten Weltkrieg übergab die britische Armee 13 Fahrzeuge an die irischen Regierungstruppen. Diese setzte sie im irischen Bürgerkrieg (1922–1923) gegen die IRA ein.
Zu Beginn des Zweiten Weltkrieges waren noch 76 dieser Fahrzeuge im Einsatz. 1941 wurden sie wegen der nicht mehr zeitgemäßen Panzerung von der Afrika-Front zurückgezogen.

## Produktionsstätten

### Manchester (1903–1908)
Das Royce-Werk in der Cooke Street in Manchester war die erste Produktionsstätte von Royce und Rolls-Royce-Automobilen, welche sich jedoch mit wachsender Produktionszahl als zu klein erwies.

### Derby (1908–1941)
Die offizielle Eröffnung der Rolls-Royce-Fabrik in der Nightingale Road, Derby, war am 9. Juli 1908. Auf dem Fabrikgelände befand sich auch eine Teststrecke.

### Springfield, Massachusetts (1921–1934)
1921 begann Rolls-Royce mit der Produktion von Fahrgestellen in den USA. Zu diesem Zweck bestand ein Zweigwerk in Springfield im Bundesstaat Massachusetts. Insgesamt wurden dort bis 1926 1.703 Silver Ghost sowie von 1926 bis 1931 1.243 Phantom I gefertigt.

### Crewe (1946–2002)
Um den Bedarf an Merlin-Flugzeugmotoren zu decken, baute Rolls-Royce eine neue Fabrik in Crewe. Baubeginn war Mai 1938; die ersten Motoren wurden 1939 geliefert.
1941 war die Produktion von zivilen Fahrzeug-Chassis bei Rolls-Royce wegen des Zweiten Weltkrieges eingestellt worden. Nach dem Krieg wurde die Fahrzeugproduktion in Derby nicht mehr aufgenommen und stattdessen nach Crewe verlagert. Im Werk Derby entstanden nun Flugzeugturbinen.
Die Fahrzeug-Produktionshallen gehören heute dem VW-Konzern und werden für die Produktion der Marke Bentley verwendet.

### Goodwood (seit 2003)

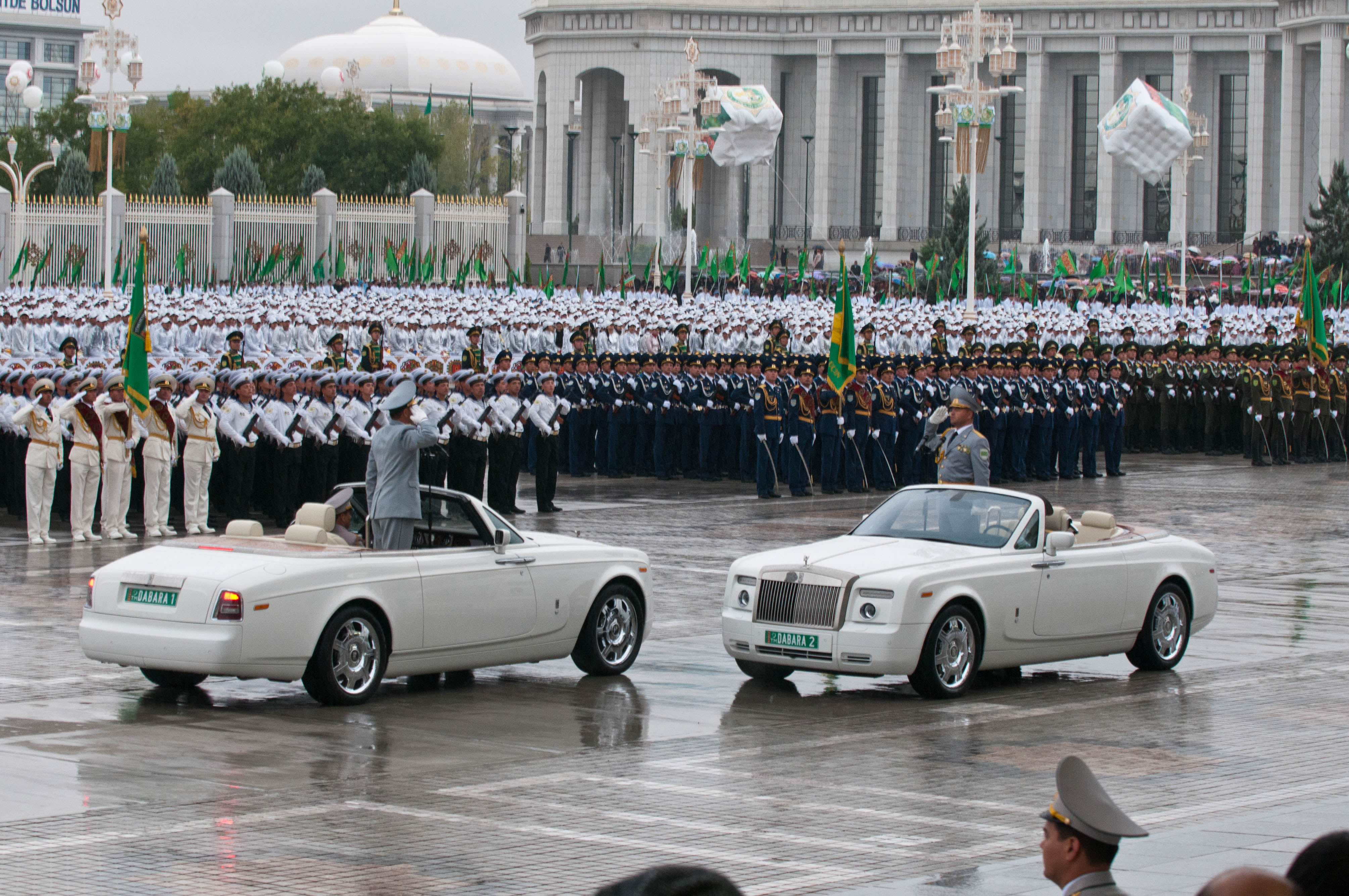
Rolls-Royce-Fahrzeuge auf dem Unabhängigkeitstag Turkmenistans 2011

Nachdem BMW die Markenrechte an Rolls-Royce gekauft hatte, benötigte das Unternehmen eine neue Produktionsstätte. Für die zukünftige Produktion kaufte BMW ein Grundstück etwa 10 Kilometer nordöstlich von Chichester in West Sussex in der Nähe von Goodwood House und dem Goodwood Circuit, nach denen das Werk auch benannt ist. Zunächst wurde eine Fabrik für 380 Mitarbeiter mit einer Produktionskapazität von 1000 Fahrzeugen im Jahr geplant. BMW engagierte den Architekten Sir Nicholas Grimshaw, der auch das Eden Project koordiniert hatte. Ziel war es, den Gebäudekomplex möglichst gut in die Landschaft zu integrieren. Zu diesem Zweck schuf Grimshaw eine Anlage, die vertieft angelegt und mit einem 35.000 Quadratmeter großen Grasdach ausgestattet wurde. Dadurch sind die Gebäude von der Straße aus kaum zu erkennen.
2003 startete die Produktion von Rolls-Royce im neu errichteten Werk Goodwood. Im Werk wird einerseits modernste High-End-Technik geschaffen, andererseits legt man in bestimmten Abteilungen Wert auf klassische Karosseriebauer-Tradition mit Handarbeit. Außerdem werden vom Rolls-Royce Bespoke team in Zusammenarbeit mit Designern – wie Hermès aus Paris oder der niederländischen Modedesignerin Iris van Herpen – maßgeschneiderte Sonderanfertigungen geschaffen.
Die Endmontage und Individualisierung erfolgt ebenfalls im Werk Goodwood. Nachdem VW das Werk Crewe und die Mitarbeiter dort für die Fabrikation von Fahrzeugen der Marke Bentley übernommen hatte, musste in Goodwood ein neues Team mit hochqualifizierten Handwerkern (Sattler für die Lederbearbeitung, Kunsttischler für Holzbearbeitung etc.) aufgestellt werden. Inzwischen besteht die Belegschaft aus 800 Personen, die täglich rund 18 Automobile produzieren (Stand: Februar 2016).
Das Know-how zur Herstellung von hochwertigen Fahrzeuginnenräumen will BMW künftig weitergehend nutzen. Künftig sollen in Goodwood auch Fahrzeuge der ebenfalls zu BMW gehörigen Marke Mini mit einer hochwertigen Innenausstattung versehen werden. Mit dem gestiegenen Fahrzeug-Absatz 2022 stieg die Zahl der Mitarbeiter auf 2500.

## Markenzeichen

### Kühlergrill

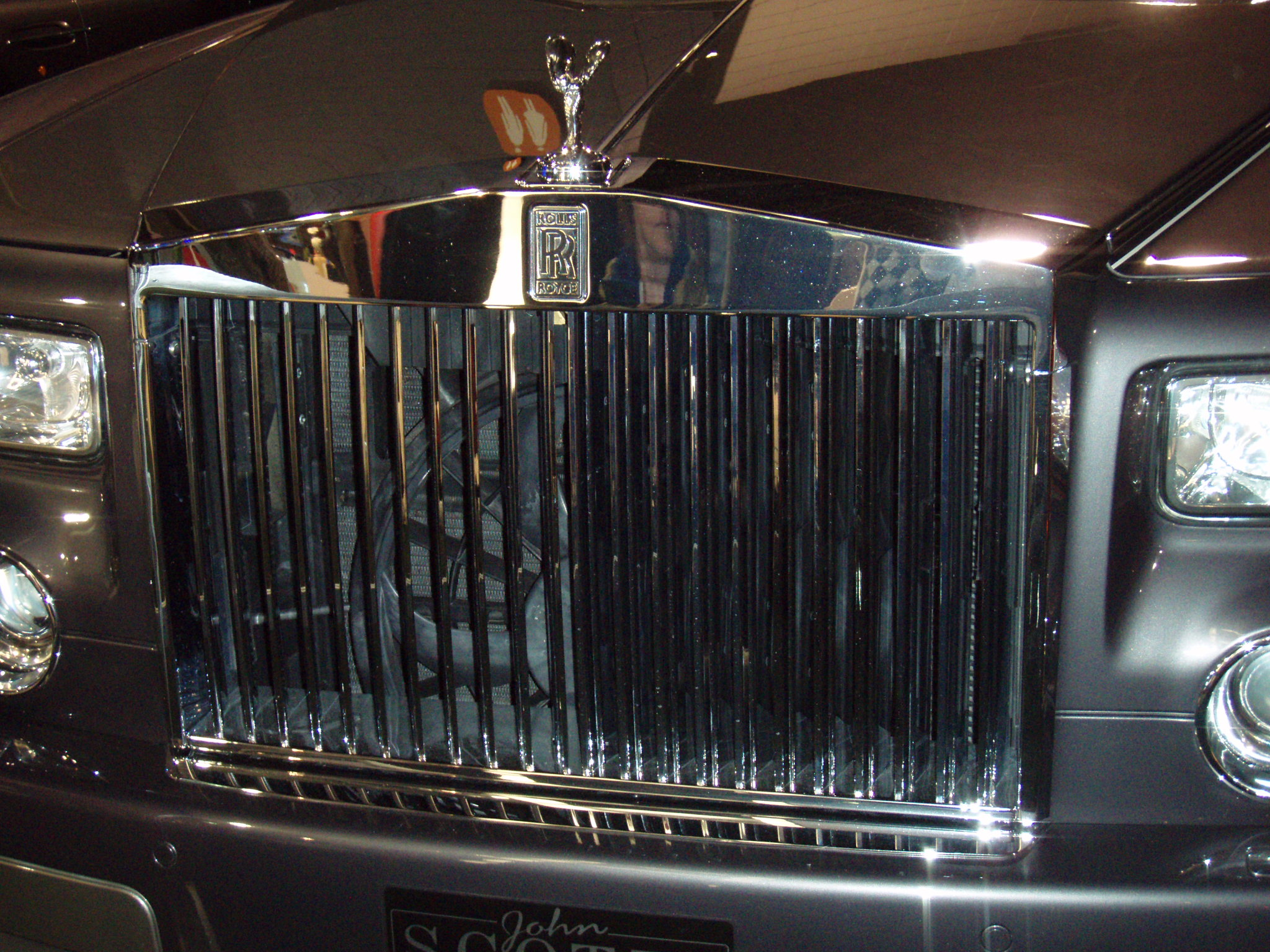
Rolls-Royce-Kühler in Tempel-Form

Auf der Annual Manchester Motor Show stellte die Firma Abel Blackburn & Co. aus Cleckheaton im März ihr Automodell „Norfolk“ vor. Vermutlich hat auch Henry Royce diese Show besucht. Der Norfolk hatte einen Kühlergrill, der eine Eigenheit der Architektur griechischer Tempel, insbesondere des Parthenon, übernimmt: Da gerade Säulen einen eingefallenen Eindruck erwecken, werden die Säulen leicht nach außen gebogen; aufgrund dieser leichten Schwellung wirkt der Tempel stabil und gerade, weshalb der Rolls-Royce-Kühlergrill unter Zuhilfenahme dieses Effekts gebaut wird. Dieser Norfolk-Grill sah dem späteren Rolls-Royce-Kühler sehr ähnlich. Der erste Rolls-Royce-Tempel-Kühler wurde nicht vor August 1904 gefertigt. Ein Grundsatz von Henry Royce lässt diese Inspiration durchaus möglich erscheinen: „A good way to proceed was to take the best and improve it“. (dt. „Eine gute Vorgehensweise war, das Beste zu nehmen und es zu verbessern“.)
Die historische Sichtweise der Fachpresse: „With respect to the Royce (of Rolls-Royce) radiator grille, historians have noted the general similarity in design with the little-known Norfolk car of the time“. (dt.: Im Hinblick auf den Royce-Kühlergrill haben Historiker angemerkt, dass er grundsätzliche Übereinstimmung mit dem Design der seinerzeitigen Norfolk-Autos besitzt.)
Rolls-Royce präsentierte im Dezember 1904 auf dem Pariser Autosalon erstmals die Modellpalette auf einer Messe. Dabei wurde der Kühler in der aufwändig gebauten klassischen griechischen Tempel-Form präsentiert.
Seit 1974 ist der Tympanon-Kühler auch ein eingetragenes Warenzeichen von Rolls-Royce.

### Markenemblem
Im Januar 1905 gab C.S. Rolls & Co. den ersten Katalog von Rolls-Royce-Automobilen heraus. Auf dem Titelbild war das verschlungene RR-Emblem erstmals zu sehen. Die Farbe war zunächst rot.
1933 gab Henry Royce Anweisung, die Schriftfarbe der Buchstaben „RR“ im Rolls-Royce-Zeichen dauerhaft von rot auf schwarz zu ändern. Diese Änderung erfolgte auf Grund zahlreicher Beschwerden hochrangiger Kunden (u. a. des Prince of Wales), dass das Rot mit manchen Wagenfarben nicht harmonierte. Schwarz wurde gewählt, weil es für alle Farben passend erschien. Der Mythos, dass dieser Farbwechsel aus Ursache des Ablebens von Henry Royce (1933) vorgenommen wurde, widerspricht den gegebenen Fakten.
1979 wurden zum 75-jährigen Jubiläum der Unternehmensgründung 225 Sondermodelle der Baureihe Silver Shadow II mit einem Emblem in roter Schriftfarbe verkauft. 1995 wurde bei den 25 Sondermodellen des Corniche S das Emblem in roter Schriftfarbe ausgeführt.

### Kühlerfigur „The Spirit of Ecstasy“
Die Idee zur Kühlerfigur als solches wird Lord Montagu zugeschrieben, der sich schon 1899 einen Christophorus, den Schutzpatron der Autofahrer, auf den Kühler schraubte. Bis dahin hatte noch kein Hersteller Kühlerfiguren verwendet. Seit 1911 ziert den Grill der meisten Rolls-Royce die Kühlerfigur Spirit of Ecstasy (einige wenige Fahrzeuge, beispielsweise für das britische Königshaus, sind mit anderen Kühlerfiguren versehen).
Henry Royce selbst lehnte Kühlerfiguren ab und verwendete für seine persönlichen Wagen keine Kühlerfiguren. Seiner Meinung nach störten sie die Linie des Fahrzeugs und den Sichtbereich des Fahrers. Dennoch waren sie zu jener Zeit sehr beliebt.
Der Herausgeber von The Car, Lord John Walter Edward-Scott-Montagu, ließ sich vom Bildhauer Charles Sykes für seinen privaten Rolls-Royce eine Kühlerfigur gestalten. Modell für die Figur war die Geliebte von Lord Montagu, Eleanor Velasco Thornton. Die Idee wurde populär und schlug ein, sodass Lord Montagu dafür sorgte, dass Rolls-Royce (während Henry Royce im Krankenhaus lag) den Bildhauer beauftragte, eine Kühlerfigur zu gestalten. Sie wurde von Rolls-Royce Spirit of Ecstasy genannt.
Ende der 1920er-Jahre waren die Aufbauten immer niedriger geworden. Royce gab nun eine kniende Version der Figur in Auftrag, die wiederum Charles Sykes modellierte. Diese kniende Version störte das Sichtfeld des Fahrers nicht mehr so nachhaltig. Die kniende Version wurde beim Silver Wraith und als letztes Modell beim Silver Dawn bis nach dem Zweiten Weltkrieg eingesetzt. Dann wurde wieder die stehende Version verwendet, allerdings im Vergleich zum Original von 1911 in verkleinerter Form.
Die Figur wurde bis 1948 in den Ateliers von Sykes hergestellt, dann übernahm Rolls-Royce selbst deren Produktion. Das Wachsausschmelzverfahren wurde noch bis 1950 fortgeführt. Mit dessen Einstellung wurden auch die individuellen Signaturen der Figur abgeschafft.